# Goethegymnasium Weißenfels

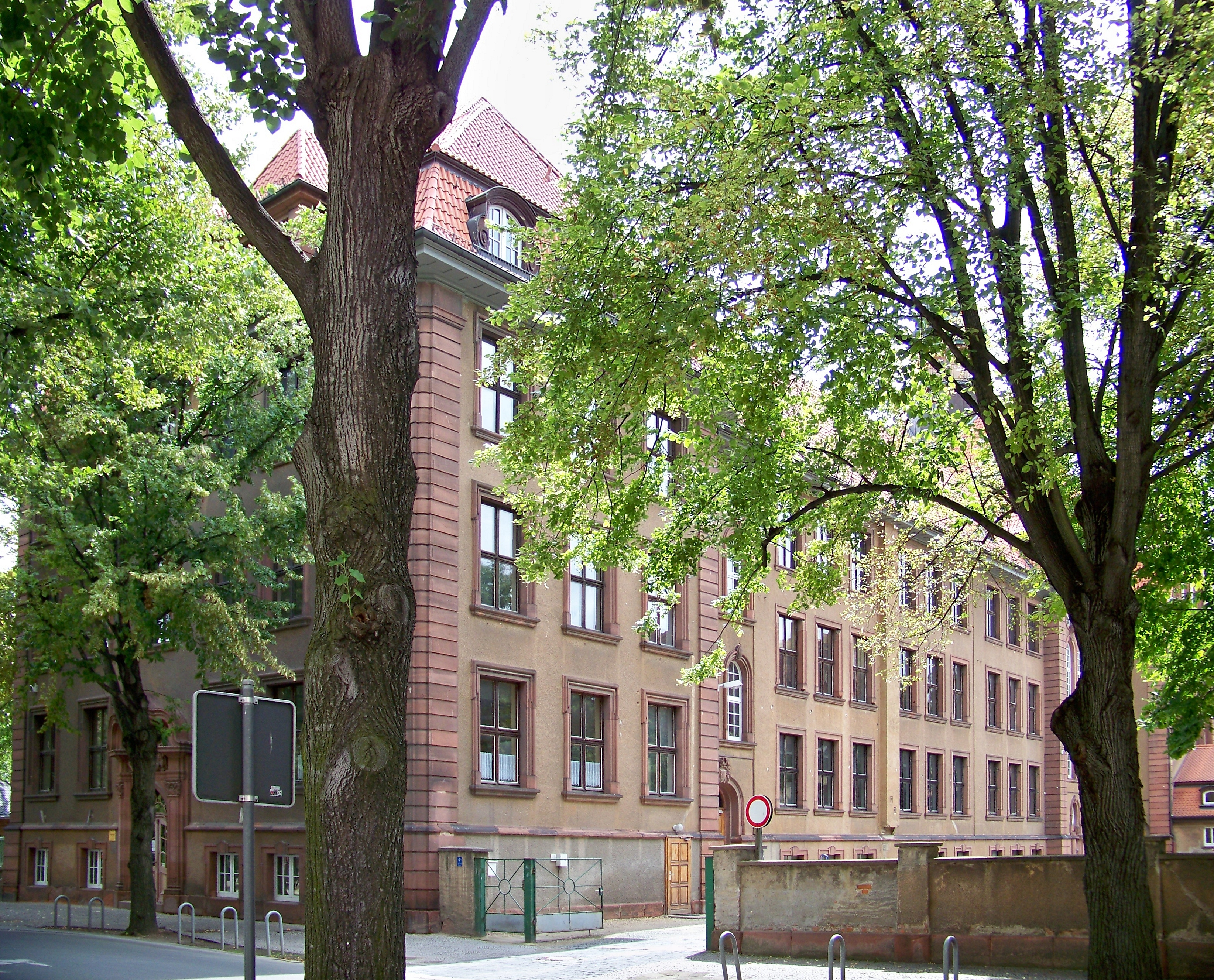
Blick von der Klosterstraße auf das Schulgebäude.

Das Goethegymnasium Weißenfels ist ein allgemeinbildendes Gymnasium in Weißenfels, Sachsen-Anhalt. Seine Geschichte reicht bis ins 17. Jahrhundert zurück, als Herzog August von Sachsen-Weißenfels das Gymnasium illustre Augusteum gründete. Das heutige Goethegymnasium, welches seit dem Niedergang dieser Institution 1794 unter verschiedenen Schulformen existierte, besteht in seiner jetzigen Form seit 1991.

## Geschichte

### 1664–1794: Gymnasium illustre Augusteum

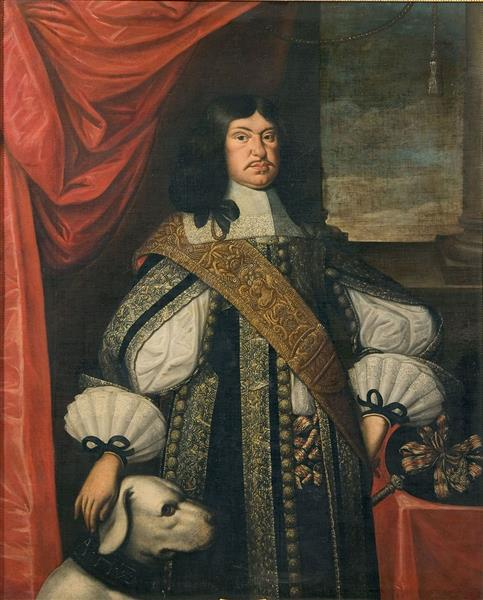
August (1614–1680), erster Herzog von Sachsen-Weißenfels und Stifter des Gymnasiums illustre Augusteum.

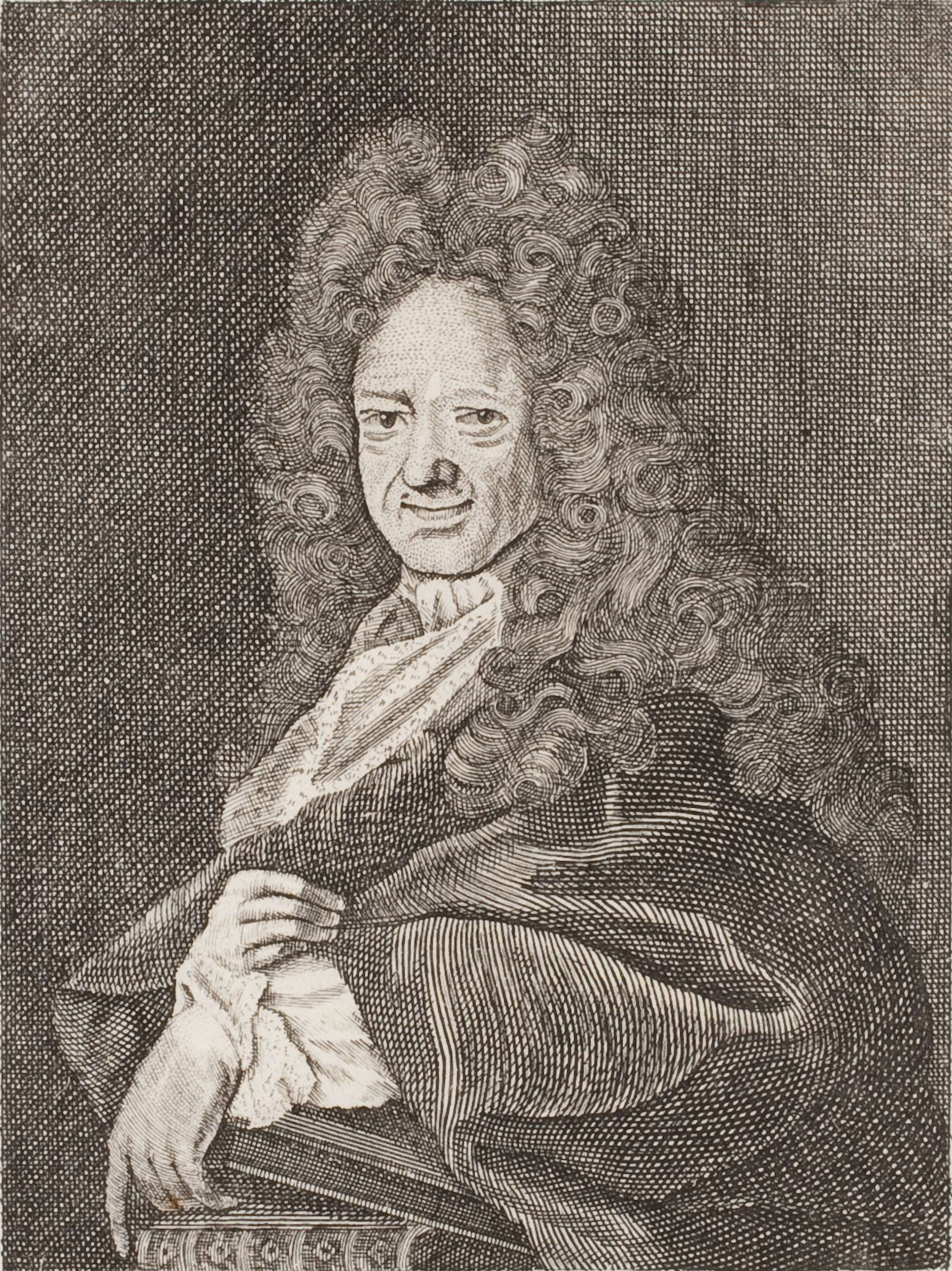
Christian Weise (1642–1708), bis 1670 zunächst Hofmeister des Barons Gustav Adolf von der Schulenburg.

Johannes Riemer (1648–1714) machte sich als Kritiker der Weißenfelser kleinstädtischen Mitbürger und insbesondere des zeitkritischen Romanautors Johann Beer nicht gerade beliebt. 1687 verließ er dann das Augusteum und wurde zum Pastor der Harzer Gemeinde Osterwieck berufen.

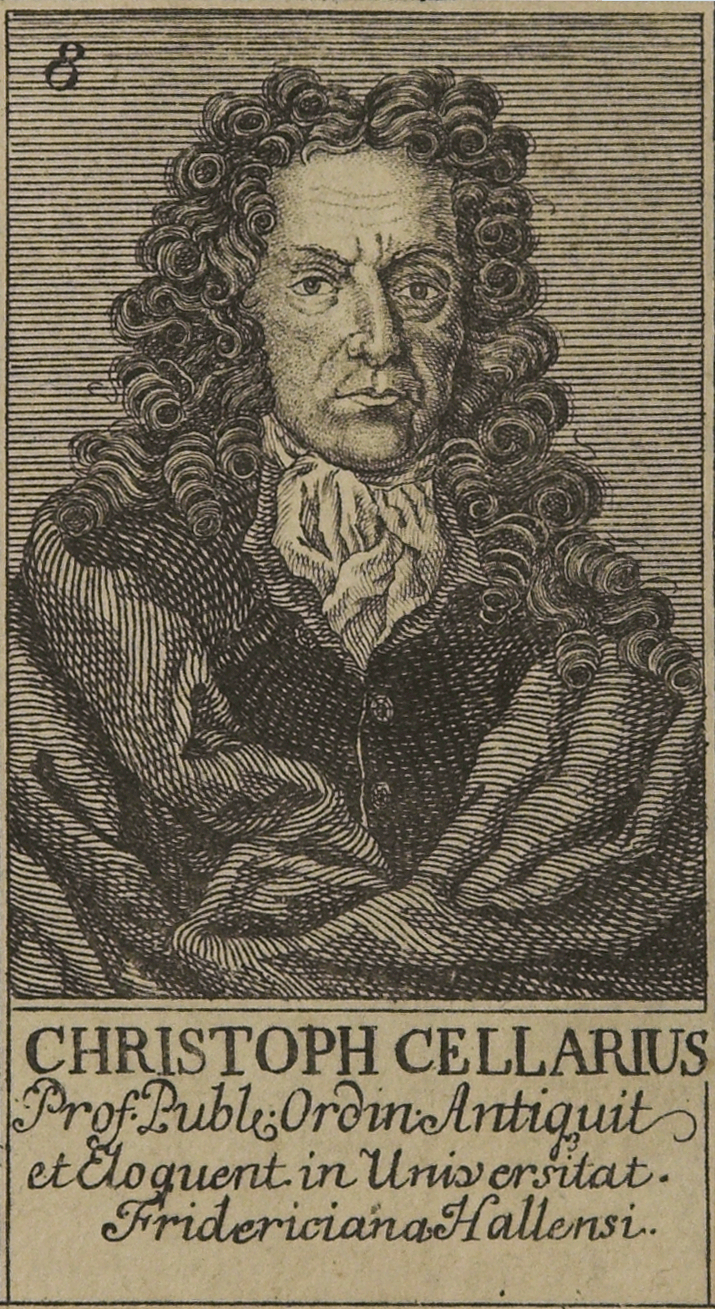
Christoph Cellarius (1638–1707), späterer Professor für Rhetorik und Geschichte an der Universität Halle.

Am 1. November 1664 gründete Herzog August von Weißenfels das Gymnasium illustre Augusteum im früheren St. Claren-Kloster neben dem Kerngebäude des heutigen Gymnasiums. Es handelte sich um eine Höhere Privatschule für adlige Knaben, die zu Beamten ausgebildet werden sollten. Wer in die Dienste des Herzogtums treten wollte, musste das Augusteum mindestens zwei Jahre lang besucht haben. Darüber hinaus wurde dort auch eine Druckerei betrieben, die herzogliche Mandate, Festschriften sowie Abschlussarbeiten der Schüler fertigte.
Die etwa sechzig bis siebzig Schüler wurden unterrichtet in Theologie, Rechtswissenschaften und Medizin sowie den klassischen Fremdsprachen Griechisch, Latein und Hebräisch. Ferner wurden die Schüler in Logik und Metaphysik, Ethik, Politik, Arithmetik, Sphärik, Musik, Geografie und Geschichte sowie in die aristotelische Physik eingeführt.

#### Erste Phase 1664–1746
Herzog August verpflichtete im Laufe der Zeit namhafte Lehrkräfte aus mehreren Teilen des heutigen Deutschlands. Unter ihnen befand sich der Historiker, Geograf und Sprachwissenschaftler Christoph Cellarius, der von 1667 bis 1673 als „Professor der Ethik und des Hebräischen“ engagiert wurde. Schriftsteller Christian Weise wirkte von 1670 bis 1678 als „Professor der Politik, Eloquenz und Poesie“ am Augusteum. Weise, der im Alter von 28 Jahren vom sachsen-weißenfelsischen Herzog berufen wurde, verfasste auch eine Reihe von Dramen (zumeist für Schüleraufführungen) und zeitgenössischen Romanen. Auch der Schriftsteller und Theologe Johannes Riemer, bekannt als Autor wissenschaftlicher Arbeiten und Romane, unterrichtete von 1673 bis 1687 am Augusteum.
Das Augusteum stand zu dieser Zeit nicht nur unter der Leitung von Weißenfelser Rektoren: 1673 bis 1707 wurde der Neuruppiner Johann Leitenius für diese Tätigkeit verpflichtet, ehe erneut ein Weißenfelser namens Christian Weidling seine Nachfolge bis 1718 antrat. Dieser wurde 1717 wegen ungerechtfertigter Promotionen verurteilt.
Im Jahr 1721 übernahm der als hervorragender Orientalist bekannte Christian Reineccius (1668–1752) das Rektorat, welches er für mehr als 30 Jahre innehalten sollte.
Im Jahr 1726 kam der in Weimar geborene Johann Basilius Fleuter (1684–1730) nach Weißenfels, um eine Stellung als Oberhofprediger und Beichtvater am Hofe des Herzogs Christian von Sachsen-Weißenfels anzutreten. Fleuter, der das bunte Wechselspiel von Lebensgenuss, Frohsinn und Intrigen an den kleinen Fürstenhöfen schätzte, wurde darüber hinaus auch als Theologieprofessor für das Augusteum engagiert.

#### „Rectorlose“ Zeit 1746–1794
Im Jahre 1746 verlor das Augusteum seine einzigen Förderer, als die Herzoglinie Sachsen-Weißenfels ausstarb. Die Schülerzahl sank schlagartig, bis im Jahr 1763 nur noch zehn Schüler eingeschrieben waren; 1784 folgten dann die letzten Eintragungen ins Schülerverzeichnis. Die Professoren erhielten keine Besoldung mehr und gingen weg, lediglich der Superintendent Brehme hielt noch einige theologische Vorlesungen.
Auf Anordnung des Kurfürsten Friedrich August wurde am 5. Mai 1794 anstelle des Augusteum ein Lehrerseminar eröffnet, das zunächst die drei letzten Gymnasiasten und zwei weitere Bewerber aufnahm. Der Lehrsaal befand sich in der (heutigen) Superintendentur, ab Januar 1795 dann im Städtischen Armenhaus von Weißenfels (Leipziger Straße 13). Weißenfels verlor dadurch nach 130 Jahren eine höhere Lehranstalt als wichtigen Standortfaktor. Erst 67 Jahre später konnte in Weißenfels wieder eine höhere Schule eingerichtet werden.

### 1861–1938: Städtische Oberrealschule mit Reformrealgymnasium

#### Städtische Höhere Bürgerschule 1861–1869
Das heutige Goethegymnasium beruft seine offizielle Gründung auf dem 11. Juli 1861, den Tag der Eröffnung einer Städtischen Oberrealschule mit Reformrealgymnasium. Diese hatte die Funktion einer höheren Privatschule zur Vorbereitung von Schülern auf weitergehende Bildungseinrichtungen inne. 1869 wurde die Schule durch die Stadt übernommen.
Bereits im Sommer 1860 wurde von Bäckermeister Gustav Henzold und Kaufmann G. C. Graun der Entschluss gefasst, nach eigenen Kräften die Einrichtung einer Schola collecta zu erwirken. Daraufhin wurde ein Komitee unter Leitung des Landrats von Wurmb einberufen, welche die Durchführung dieses Vorschlags sichern sollte.
Zunächst versuchte dieses Komitee die Zahl der Schüler, mit welcher etwa die Eröffnung der „projecierten Anstalt“ rechnen musste, annähernd zu ermitteln. Nachdem auf ein Zirkular vom 26. September 1860 90 Familienväter mit 124 schulfähigen Kindern ihre Teilnahme zugesagt hatten, verfasste Landrat von Wurmb am 10. Dezember 1860 eine Eingabe an den Magistrat, mit einem Hinweis darauf, dass es „schwerlich im preußischen Staate eine zweite Stadt von 10.000 bis 11.000 Einwohnern geben möchte, in welcher wie hier ein Elementarunterricht erteilt würde, während dagegen viele Städte von 5000 bis 6000 Einwohnern bereits Progymnasien oder höhere Bürgerschulen besäßen […].“ Eingestellt werden müssten ein Leiter der Schule („Dirigent“) für jährlich 600 Taler, fünf literarisch gebildete Lehrer sowie ein Elementarlehrer.

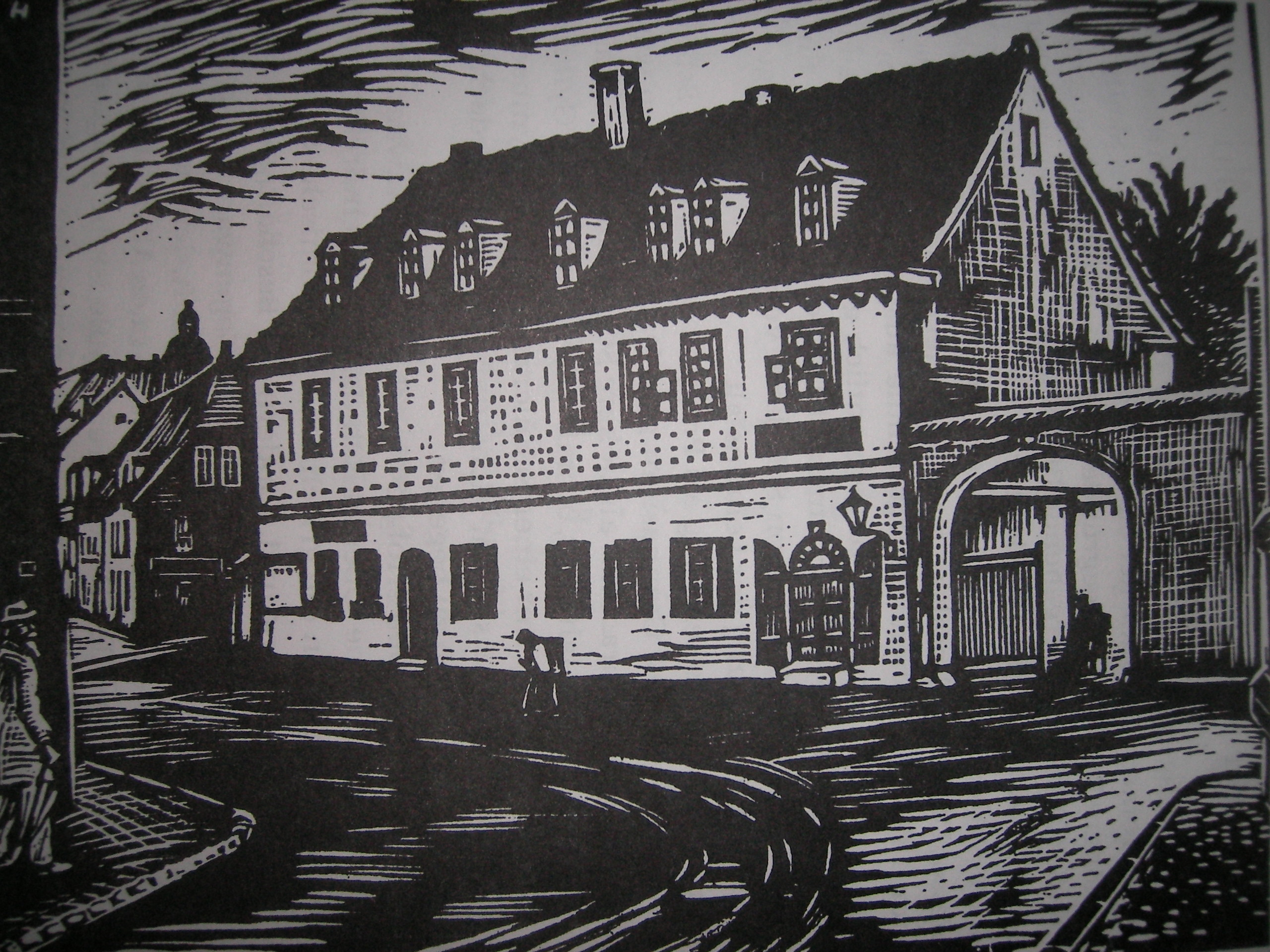
Das Haus des Magistrat-Assessors Immisch in der Saalstraße war bis zum Jahre 1871 als Schulgebäude wirksam.

Im Januar und Februar 1861 gab es zu diesem Thema umfangreiche Beratungen im Magistratskollegium, in der städtischen Schuldeputation und schließlich auch in der Stadtverordnetenversammlung, deren Vorsteher Leopold Kell war. Am 7. März 1861 gaben die Stadtverordneten die Zustimmung zu einer zunächst zweiklassigen Schule (die Klassen entsprachen etwa der Sexta und Quinta einer Realschule) und der Anstellung von zwei Lehrern. Letztere fand man in den zwei städtischen Lehrern Heinrich Friedrich Hause und Elementarlehrer Johann Gotthelf Löscher. Hause wurde von der königlichen Regierung zu Merseburg zum ersten Lehrer und zum Vorsteher der neuen Anstalt berufen.
Die offizielle Eröffnung der Städtischen Höheren Bürgerschule fand am 11. Juli 1861 um 8:00 Uhr morgens feierlich statt. Am selben Tag wurden 69 geprüfte Schüler als sogenannte „Erstschüler“ aufgenommen. Als vorläufiges Schulgebäude hatte der Magistrat-Assessor Immisch die Parterreräume seines Hauses in der Saalstraße zur Verfügung gestellt.

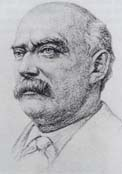
Carl Adolph Riebeck (1821–1883), Unterstützer der Städtischen Höheren Bürgerschule.

Die von Beginn an wachsende Schülerzahl machte schon nach einem Vierteljahr die Errichtung einer 3. Klasse (Mittelklasse) notwendig. Ein dritter Lehrer wurde eingestellt: Wilhelm Hause, der jüngere Bruder des Vorstehers. Mit diesen Klassen, der VI, V und IV einer Realschule, bestand die Schule dann bis Ostern 1866. Die Schülerzahl erhöhte sich in dieser Zeit von 94 auf 103. Finanziell unterstützt wurden jene Schüler durch mehrere einflussreiche Persönlichkeiten aus Weißenfels und dem heutigen südlichen Sachsen-Anhalt, nicht zuletzt durch den Fabrikbesitzer Carl Adolph Riebeck, späterer Commerzienrath in Halle. Über Riebeck wird berichtet: „Den größten Wohltäter aber fand die Schule an dem damals in Weißenfels lebenden Fabrikbesitzer Herr A. Riebeck […]. Denn derselbe zahlte nicht allein für drei Schüler das Schulgeld, sondern hat auch eine Reihe von Jahren hindurch die Anstalt das sämtliche Heizungsmaterial frei von der Grube geliefert, während hiesige Fuhrwerkbesitzer bereitwilligst das Anfahren der Kohlensteine übernahmen.“
Am 12. Januar 1863 wurde ein Antrag vom Schulkuratorium gestellt, die neue Anstalt nach dem Vorbild vieler höherer Schulen in anderen Städten zugleich mit einer oder mehreren Elementarklassen versehen zu können. Die städtischen Behörden lehnten dies zunächst ab. Schließlich wurde dem erneuten Antrag, die Schule mit einer weiteren Klasse aufzustocken, im Jahre 1865 aber stattgegeben. Die neue Oberklasse entsprach im Allgemeinen der Tertia eines Gymnasiums oder einer Realschule. Dies erforderte, als neues Lehrfach „Englisch“ (wenn auch noch fakultativ) aufzunehmen. Es dauerte allerdings einige Jahre, bis diese Klassenstufe voll funktionsfähig war. Als „Lehrer für das Englische und Französische“ wurde Gustav Kiebitz aus Bennungen angestellt.
Schon bei der Gründung der Schule waren eine oder mehrere Elementarklassen vorgesehen worden, die Ausführung scheiterte aber an dem Widerstand der städtischen Behörden, die Nachteile für ihre eigenen Schulen fürchteten und erst nach wiederholten vergeblichen Anträgen des Kuratoriums am 23. Februar 1866 die Einrichtung einer Vorbereitungsklasse genehmigten, in der zudem auch die ersten Anfangsgründe der lateinischen Sprache gelehrt wurden. Es gab nun eine Vorschulklasse und vier Realschulklassen VI bis III; fünf Lehrer unterrichteten die Schüler. Die so bedeutend erweiterte Anstalt erforderte aber auch einen größeren Zuschuss durch die Stadt, der bereits im Laufe des vorherigen Jahres von den Behörden auf 500 Taler erhöht worden war. Jedoch waren die Schulräume unzureichend und dürftig, ohne Hof und Spielplatz; die Vorschule musste wegen Raummangel im Gebäude der Ersten Stadtschule untergebracht werden. Dieser Zustand änderte sich einige Jahre nicht.
Im Jahr 1867 gab es wichtige Veränderungen innerhalb des Kuratoriums und Lehrerkollegiums: Landrat von Wurmb verließ das sechs Jahre von ihm geführte Kuratorium und trat eine neue Stellung als Polizeipräsident in Berlin an. Zu seinem Nachfolger wurde der Kandidat des Predigt- und höheren Schulamtes ernannt, Justizrat Wilde. Schulleiter Hause verließ die Schule, um in Wittenberg das Rektorat der höheren Töchterschule zu übernehmen. Die Leitung der Anstalt wurde Albert Reinicke aus Schkeuditz übergeben.
Bei geringer Klassenzahl unterrichteten in neun Jahren 17 Lehrer in schnellem Wechsel, was vor allem an dem privaten Charakter der Anstalt lag, welche den zu berufenden Lehrern keinerlei Gewähr für deren Zukunft zu bieten vermochte. Deshalb war der Ruf nach Übernahme der Anstalt in städtische Hand berechtigt und fand auch in der Bevölkerung breite Unterstützung, die darin gipfelte, dass im Januar 1869 der Schulvorstand (Magistrat), die Stadtverordneten-Schuldeputation und das Kuratorium in verschiedenen Konferenzen dem Wunsche Ausdruck gaben, „dass die höhere Knabenanstalt zu Ostern als städtische Anstalt übernommen werden soll […]“. Am 31. März 1869 beschlossen die Stadtverordneten die Übernahme der Schule sowie deren Fortführung als „städtisches Lehrinstitut“, unter der Bedingung, dass unter der Fürsorge des Magistrats „die Erweiterung dieser Schule durch Hinzufügung einer Sekunda bis Ostern 1870 in das Leben tritt“.

#### Städtische Oberschule 1869–1878
Zu Ostern 1869 starteten Reinicke, die Brauereibesitzer Gürth und Oettler sowie die Kaufmänner Immisch und Stahl einen Aufruf, zur Gründung der späteren Humboldt-Stiftung beizutragen, welche jährlich am 14. September (dem Geburtstag Alexander von Humboldts) zusammentreten sollte, um an Schüler der hiesigen höheren Lehranstalt Stipendien und Prämien zu verleihen.
Am 11. Juli 1869 erfolgte die formelle Übernahme der Schule durch die Stadt Weißenfels, wodurch die Einrichtung den Charakter einer öffentlich höheren Lehranstalt erhielt.
Im Jahr 1870 richtete Albert Reinicke noch eine weitere Klasse ein (Sekunda) und wandelte die Elementarklasse in eine Vorschulklasse um. Von da an gab es eine sogenannte Höhere Bürgerschule. Daraus ergab sich jedoch auch die Schwierigkeit, das Schulgeld zu erhöhen; außerdem bestand die Aussicht auf ein neues Schulgebäude. Mit dem Bau des neuen Schulhauses wurde Mitte Juni 1870 begonnen. Bis zur Fertigstellung betrugen die Baukosten 18.000 Taler. Am 26. Juli wurde nach der Akzeptierung durch der Stadtverordnetenversammlung von der königlichen Regierung zu Merseburg bestätigt, die Neuentstehung eines Gymnasium Augusteum zu garantieren.

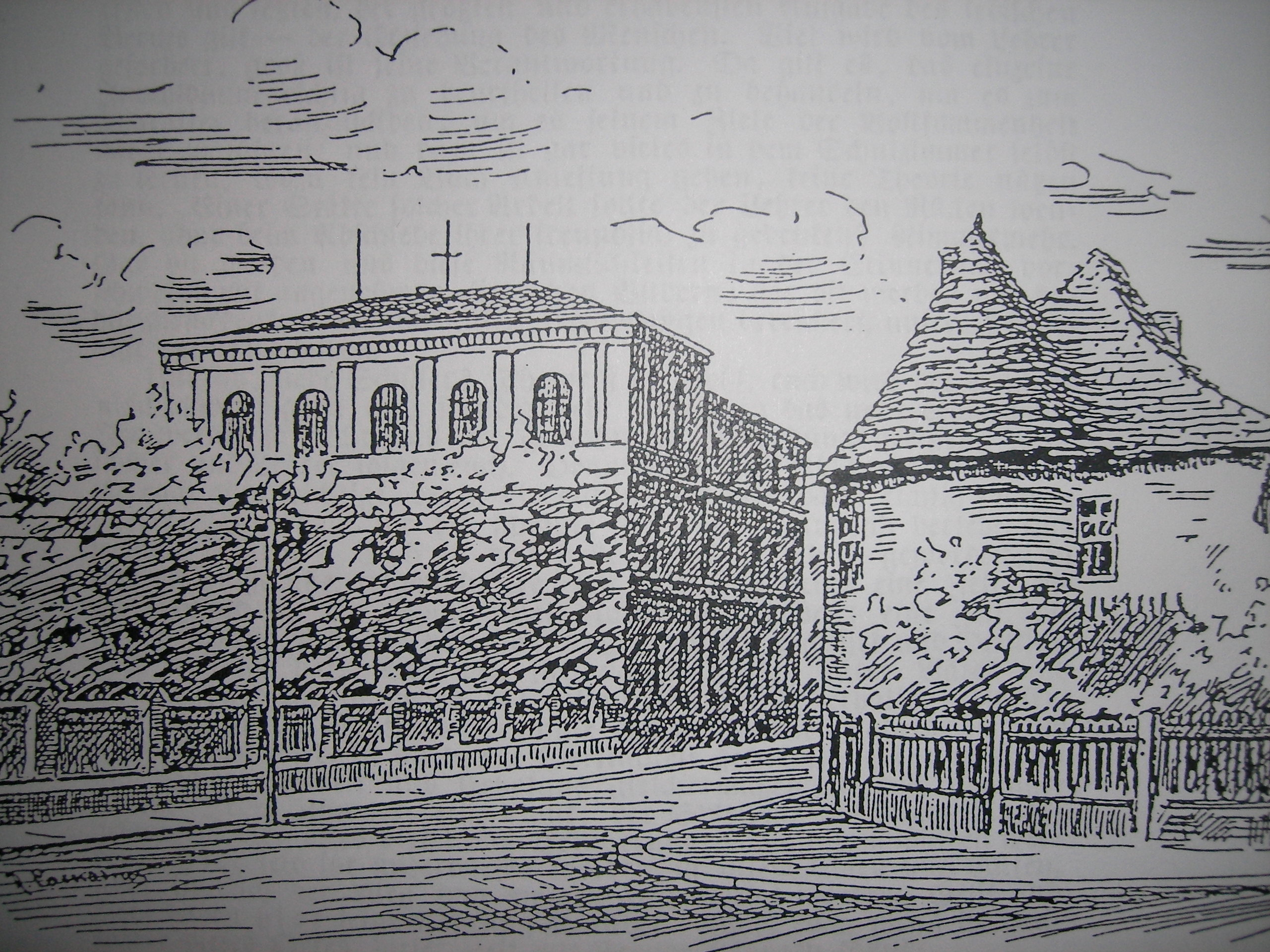
Schulgebäude ab 1871.

Der weitere Aufbau der Lehranstalt ist eng mit dem Namen des Direktors Robert Rosalsky verbunden, der die Schule als damaliger Rektor ab 1871 zur höheren Bürgerschule ausbaute. Aufgrund der hohen Schülerzahl erfolgte am 5. September 1871 auch der Umzug in das wesentlich geeignetere Gebäude in der Friedrichsstraße.
Von nun an erfolgte eine rasche Entwicklung der Lehranstalt. Durch die Reorganisation wurden neue Realklassen und Gymnasialklassen eingeführt; kombinierte Klassen, wie es bisher der Fall war, wurden aufgelöst. Alljährlich sollten gemeinsame Schulfeiern im Sommer stattfinden, wie etwa am 7. Juli 1871 die Feier in Goseck zum zehnjährigen Jubiläum. Dabei wurden die öffentlichen Schulprüfungen, die im Rathaussaal abgehalten wurden, als dauerhafter Bestandteil in die Schulfeste eingebunden. Rosalsky legte den bestehenden 5. Klassen zudem einen neuen Lehrplan vor, der im Allgemeinen dem für die Realschulen entsprach, während die ihm vorgesetzten Behörden neben dem Erhalt der bestehenden Realklassen den möglichst schnellen Aufbau eines Progymnasiums bzw. vollständigen Gymnasiums vorsahen. Im Jahre 1873 wurde die Schule zudem in das Ressort des Königlichen Provinzial-Schul-Collegiums zu Magdeburg aufgenommen, worauf die Lehrergehälter um durchschnittlich 20 % erhöht wurden. In zahlreichen folgenden Fachkonferenzen wurden wegen der Anstrebung des gymnasialen Status veränderte Pensen festgelegt und für fast jedes Schulfach („Disziplin“) ein neuer Lehrplan ausgearbeitet. Aufgabe Rosalskys war es auch, die von seinem Vorgänger Reinicke geschaffene Schulbibliothek auszubauen und neue Hilfsmittel, Bücher und Materialien für den Unterricht bereitzustellen. Unterstützung erfuhr er dabei in erster Linie durch die Humboldt-Stiftung, vor allem durch den Einsatz von Professor Moritz Heyne aus Basel, Küster Götze, Maurermeister Irmer, Lederfabrikant Bernhard Jacobi und aufs Neue Kommerzienrat Carl Adolf Riebeck.
Ab dem Jahre 1878 wurde die Schule auf Beschluss des Magistrats und Geheiß der Königlichen Aufsichtsbehörde als Progymnasium bezeichnet, ein Schultyp, der als Vorstufe des Gymnasiums galt. Damit verbunden war die Anerkennung der Lehranstalt als höhere Schule durch den Staat. Aus einer Rede Rosalskys anlässlich der Anerkennung: „Allerdings bleibt das Werk bis zur Errichtung der Gymnasialprima immerhin noch ein unfertiges; doch müssen und können wir die Erreichung dieses letzten Zieles, des vollständigen Gymnasiums, getrost der Zeit und namentlich der weiteren glücklichen Entwicklung unserer Stadt überlassen: An unserer eigenen Arbeit soll es auch in der Zukunft nicht fehlen.“ Das Königliche Provinzial-Schul-Collegium besorgte in den Folgejahren den Bau einer Turnhalle, die Ausstattung der Klassen- und Fachräume, die Bereitstellung von Lehrpersonal und die finanzielle Unterstützung der Schule.

#### Auf dem Weg zur Oberrealschule 1878–1909
Auch in Sachen der Unterweisung und Bestrafung von Schülern war das Königliche Provinzial-Schul-Collegium engagiert und besorgte daneben die Auswahl der Schulbücher und der neuen Schüler. Schülerverbindungen waren in jenen Jahren verboten. Finanzielle Unterstützung fand das Gymnasium in Zukunft auch weiterhin durch die Humboldt-Stiftung, die Zickmantel-Stiftung, die Treckel-Stiftung und die Bezzenberger-Stiftung.
Während der schrittweisen Umwandlung des Progymnasiums in eine Oberrealschule in den Jahren 1895 bis 1900 traten anstelle der Einführung in die griechische und lateinische Sprache und Literatur Fächer wie Mathematik, Naturwissenschaften und sog. „lebende Sprachen“ in den Vordergrund. Neuen Aufschwung erhielt das Realschulwesen durch die besonders vom Bürgertum ausgehenden freiheitlichen Bestrebungen seit den 1840er Jahren und durch den gleichzeitig wachsenden Einfluss der Naturforschung. Als die Oberrealschule 1905 endgültig voll ausgebaut war, wurde Robert Rosalsky verabschiedet und erhielt für seine hohen Verdienste bei der 34-jährigen Führung der Bildungsanstalt den Königlichen Kronenorden III. Klasse. Im Jahr 1909 setzte der damalige Rektor Max Löwisch, Rosalskys offizieller Nachfolger, die Angliederung der Oberrealschule an ein Reformrealgymnasium durch. Löwisch sollte am 1. Juli 1922 der Titel „Oberstudiendirektor“ verliehen werden.

#### Gesellschaftliche Umbrüche 1909–1938
Die 1909 angegliederte Schulform wurde nach und nach in eine realgymnasiale Vollanstalt umgewandelt. In einem Minister-Erlass vom 23. November 1910 wurde festgestellt, dass die Gründung der Oberrealschule Weißenfels auf den 11. Juli 1861 zu datieren ist. Ab 1913 wurde die Schule als Oberrealschule mit gymnasialem Unterbau geführt.
Die Stadtverordnetenversammlung sprach sich angesichts der wachsenden Schülerzahlen schon 1905 prinzipiell für einen Schulneubau aus. Der Einfluss der Schule selbst auf das Neubauprojekt war jedoch gering. In der Stadtverordnetenversammlung wurden zunächst lange Debatten geführt, als erstes konkretes Ergebnis daraus wurde 1907 ein Architekturwettbewerb ausgelobt. Obwohl das Preisgericht im Frühjahr 1908 die besten der 93 vorgelegten Wettbewerbsentwürfe ermittelte, folgte erst drei Jahre später, nämlich zur 50-Jahr-Feier 1911, auf Antrag des Magistrats der Beschluss der Stadtverordnetenversammlung, den Wettbewerbsentwurf des in Kassel ansässigen Architekten August F. Ernecke auszuführen, den dieser in Gemeinschaft mit dem Architekten H. Kaiser unter dem Kennwort „Im Wandel der Zeit“ eingereicht hatte, und der mit einem der zwei 1. Preise ausgezeichnet worden war.
In das Schuljahr 1914/1915 fiel am 28. Juli der Beginn des Ersten Weltkriegs, der auch für das Weißenfelser Gymnasium schwerwiegende Folgen haben sollte. Am 1. August veröffentlichte der preußische Minister für Unterrichtsangelegenheiten einen Erlass zur Einführung des „Notabiturs“ für Primaner. 27 Schüler legten diese Prüfung am 8. und 9. August 1914 ab. Bedingungen dafür waren die Zugehörigkeit zur Klasse seit 1913, die Zustimmung der Eltern zum sofortigen Eintritt, ein ärztliches Zeugnis zur Militärtauglichkeit und die Vollendung des 17. Lebensjahrs. Bei der Mobilmachung waren bereits am 2. August 1914 vier Lehrer sofort zum Heeresdienst einberufen worden. Obgleich viele Gymnasiasten zur Fahne gerufen wurden, blieben die Schülerzahlen in den folgenden Jahren gleich.
Am 27. November 1914 wurde durch den Minister für Unterrichtsangelegenheiten das mit der Oberrealschule verbundene Reform-Realgymnasium als Realgymnasium offiziell anerkannt.
Aus der Raumfrage indessen ergaben sich Schwierigkeiten. Die Klassenräume des Realgymnasiums im alten Seminar waren für den Zweck der Ausbildung von Krankenpflegerinnen im Dienste des Deutschen Roten Kreuzes zur Verfügung gestellt worden. Die auch vom Realgymnasium genutzte Turnhalle in der Beuditzschule diente als provisorisches Kornmagazin, da das große Magazin zeitweise nicht ausreichte. Als die Jungwehr eingerichtet war und ein anderer Raum für die alle 14 Tage stattfindenden abendlichen Instruktionsstunden sich nicht fand, stellte der Direktor die Aula für diese Zwecke zur Verfügung.

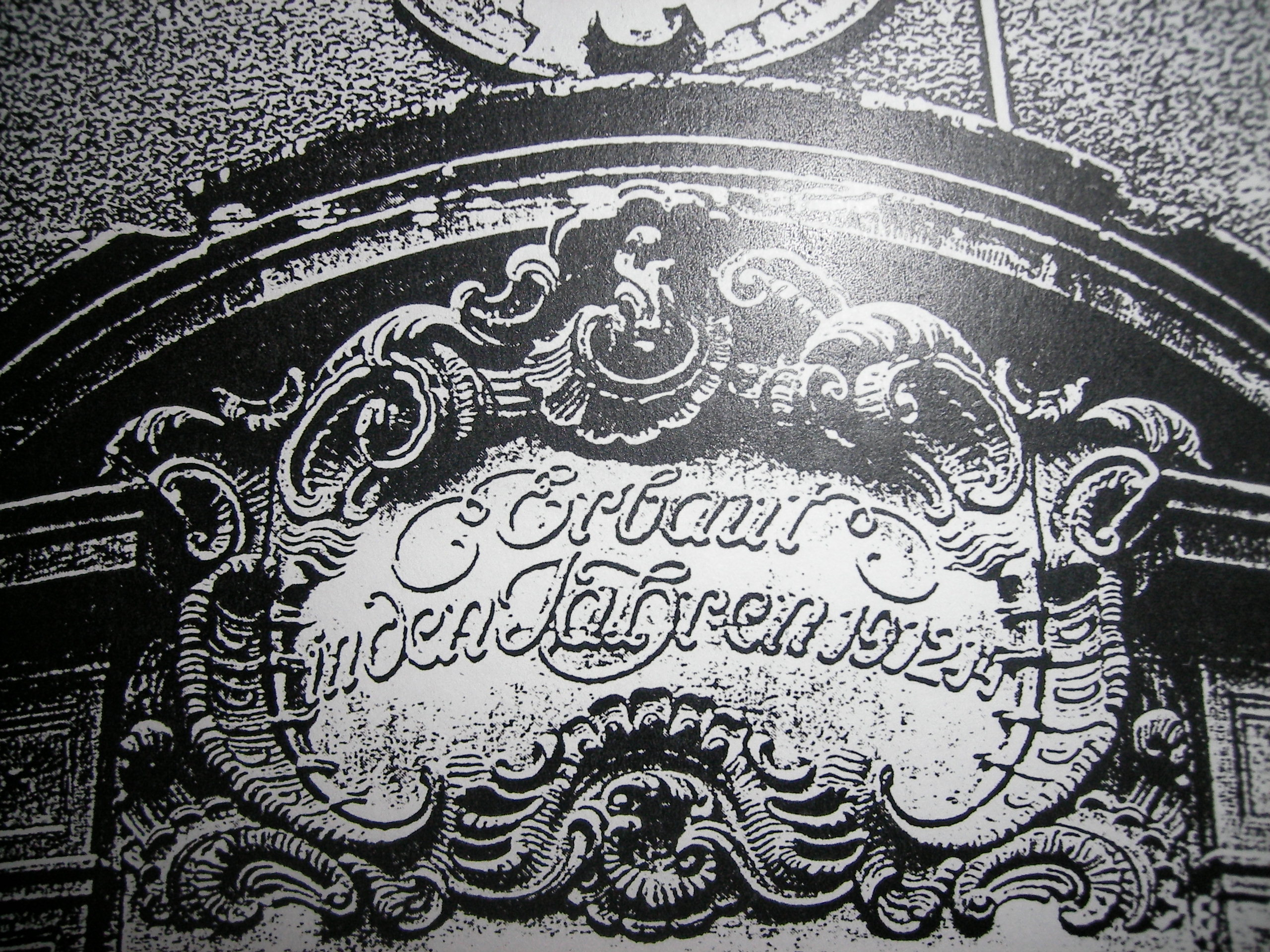
Inschrift über dem Eingang zur Aula: „Erbaut in den Jahren 1912–1914“

Nun musste auch die Vorschule vom 20. März 1915 ab aus den Räumen der Beuditzschule weichen, weil die Schule als vorläufige Kaserne genutzt wurde. Aus dem Jahresbericht 1914/1915 geht hervor: „Das alles waren keine großen Opfer. Die wichtigste Hilfe aber, die die Schule auf dem Gebiete der Räumlichkeiten leisten konnte, ist gar kein Opfer gewesen. Es ist die Verwendung des seiner Fertigstellung entgegengehenden Neubaues zu einem provisorisch hergerichteten Reservelazarett. Die neue Schule sollte Ostern eingeweiht, die neuen Räume nach den Osterferien bezogen werden. Damit müssen wir nun warten, bis der Friede da ist.“ Der Schulneubau erfolgte in den Jahren 1912 bis 1914 mit vielen Unterbrechungen, und konnte erst im Jahr 1920 vollständig abgeschlossen werden.
Während des Ersten Weltkriegs, für den bis zu Beginn des Schuljahres 1915/1916 62 Schüler eingezogen wurden, band man das Gymnasium in zusätzliche Aufgaben wie Nahrungsmittelfürsorge, Teilnahme an der Reichswollwoche, Hilfe im Finanzwesen oder Einrichtung einer Schreibstube mit ein. Auf Ministererlass vom 10. November 1915 wurde das in Weißenfels bestehende Pädagogische Seminar nach Halle verlegt und mit dem an der Oberrealschule der Franckeschen Stiftungen existierenden Pädagogischen Seminar verbunden. Während der Kriegsjahre sah man übrigens keine Notwendigkeit in der Berichterstattung über Schulangelegenheiten. Der Druck der jährlich erschienenen Schulnachrichten wurde 1915 eingestellt, von 1924 bis Ostern 1930 jedoch wieder fortgesetzt.
Am 15. Dezember 1917 wurde in einem Bericht an das Provinzialschulkollegium über die Sammeltätigkeit der Schüler als „Arbeit im Dienst der Lebensmittel- und Rohstoffversorgung“ berichtet. Mit großem Eifer wurden in den Kriegsjahren zahllose Früchte, Blüten, Beeren, Blätter und ganze Pflanzen gesammelt, die Verwendung als Tierfutter, Tee oder Strohsäcke fanden. Darüber hinaus sammelte man für die Rohstoffversorgung mehrere Metalle und Gebrauchsgegenstände; auch aus dem chemischen Laboratorium und dem physikalischen Kabinett des Gymnasiums wurden viele, oft dringend benötigte Gegenstände der Sammelstelle zugeführt.
Nach der Abdankung Wilhelms II. und der nachfolgenden Ausrufung der Weimarer Republik wurde eine Schulreform geplant, die u. a. die zukünftige Nichtbesetzung der Vorschulen, die Streichung des Faches „Griechisch“ und die starke Kürzung des Faches „Latein“ vorsah. Der damalige Direktor reagierte darauf mit einer Klage, weil er darin den Weg seiner Anstalt zum sicheren Ruin sah. In Zukunft sollten durch diverse Arbeitsgemeinschaften jedoch begabte und vielseitig interessierte Schüler auch über den Unterricht hinaus gefördert werden. Solche Arbeitsgemeinschaften nannten sich beispielsweise Shakespeare (Deutsch), Geschichte der Kunst und künstlerisches Gestalten (Kunst), freies Sprechen (englisch), Drahtlose Telegraphie und -phonie (Physik), Übungen in der Phonographie (Chemie), Biologie des Waisenhölzchens bei Langendorf (Biologie) und Gestalten mit Sperrholz (Werkunterricht).

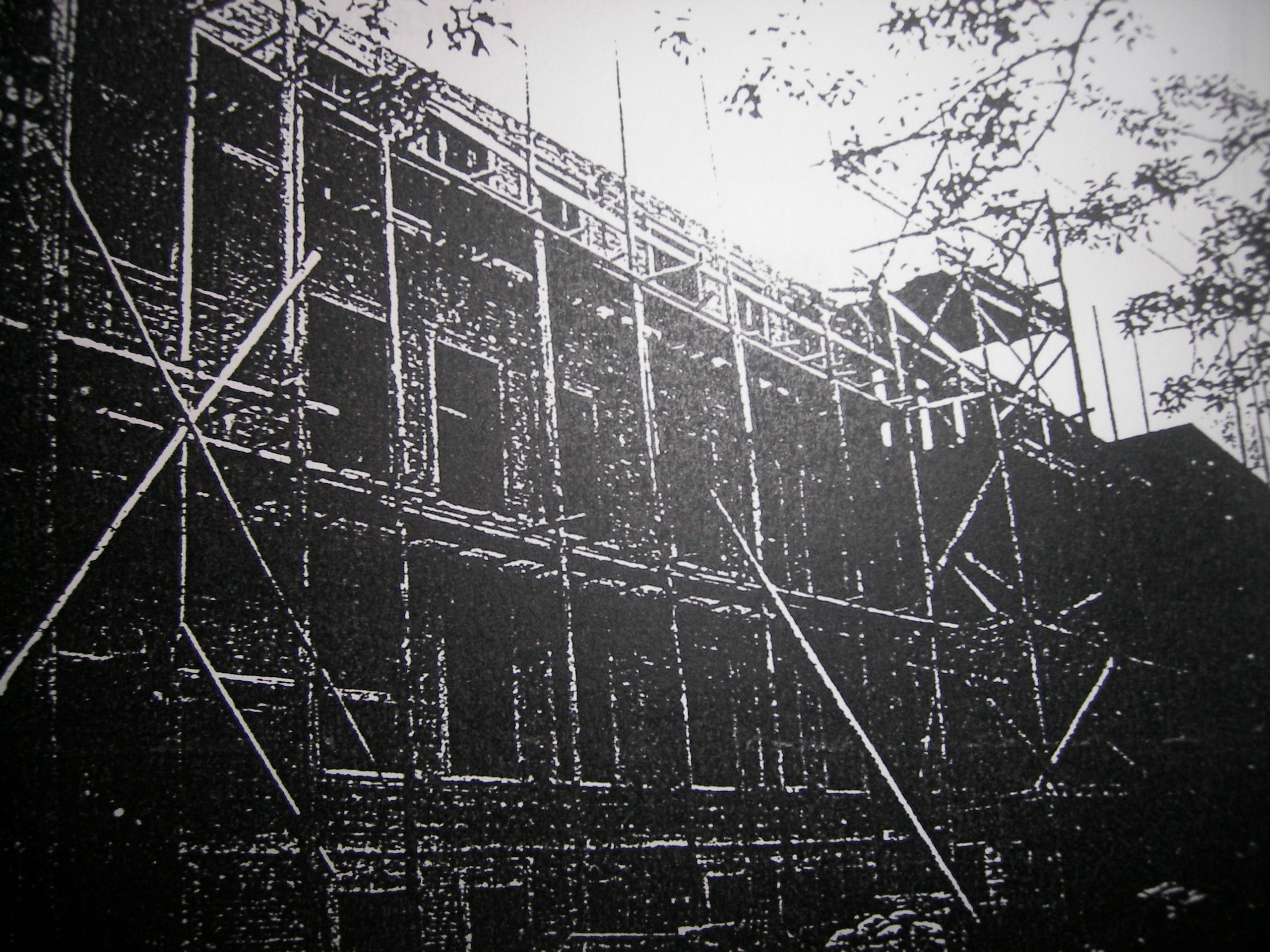
Die Bauarbeiten zum neuen Schulhaus gingen langsam voran.

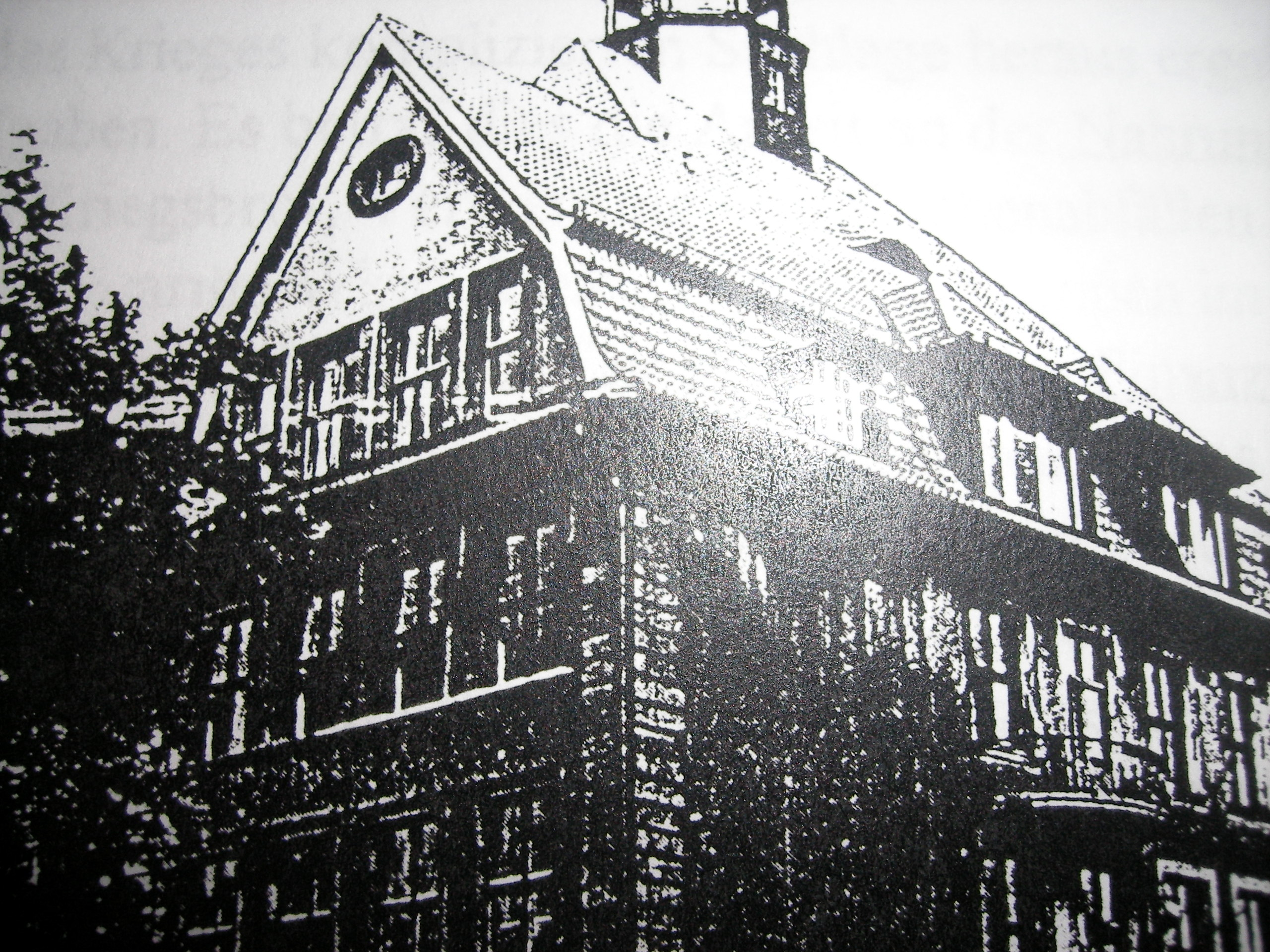
Blick vom Rosalskyweg auf das Schulgebäude.

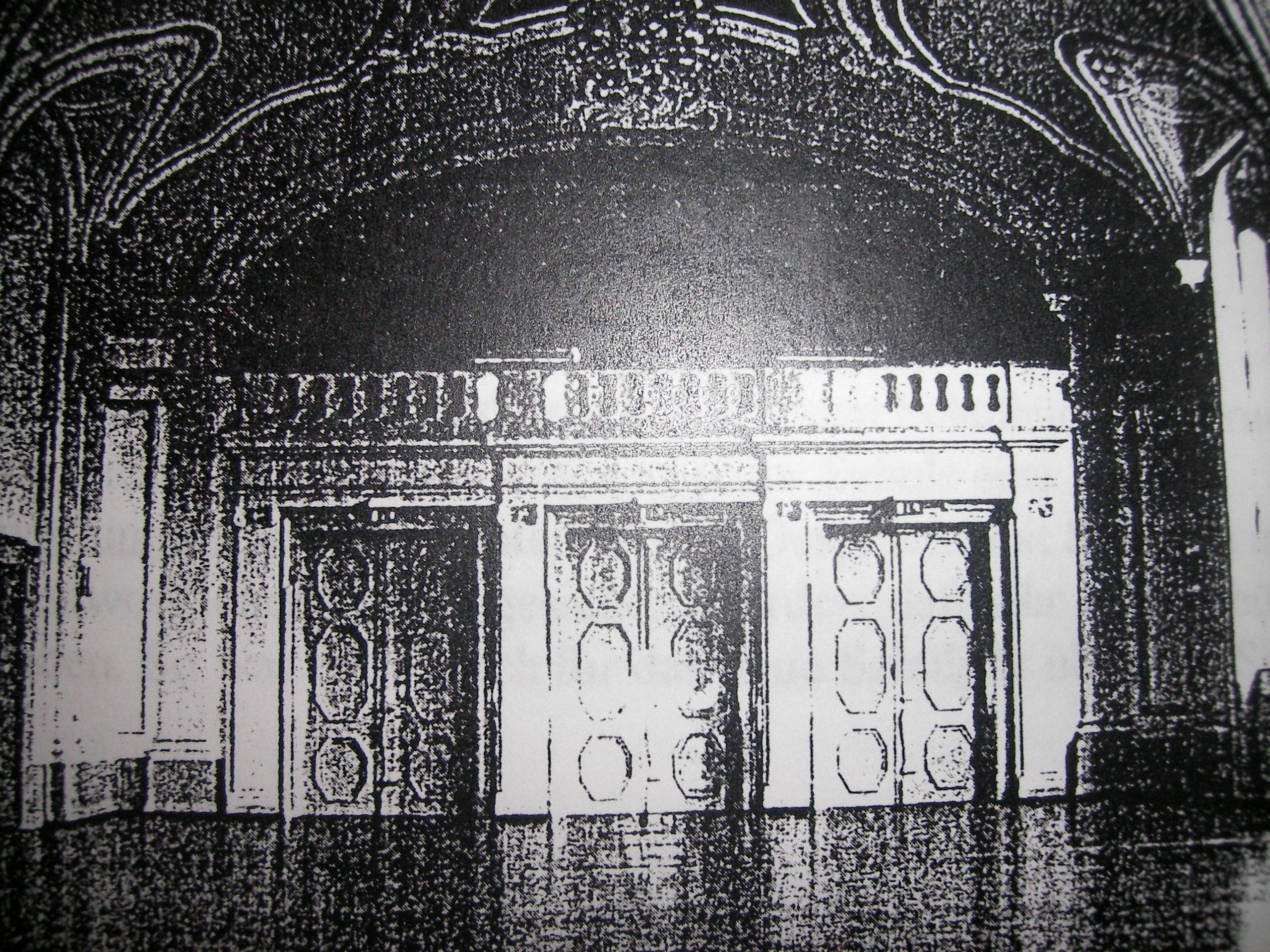
Alte Aufnahme der Aula.

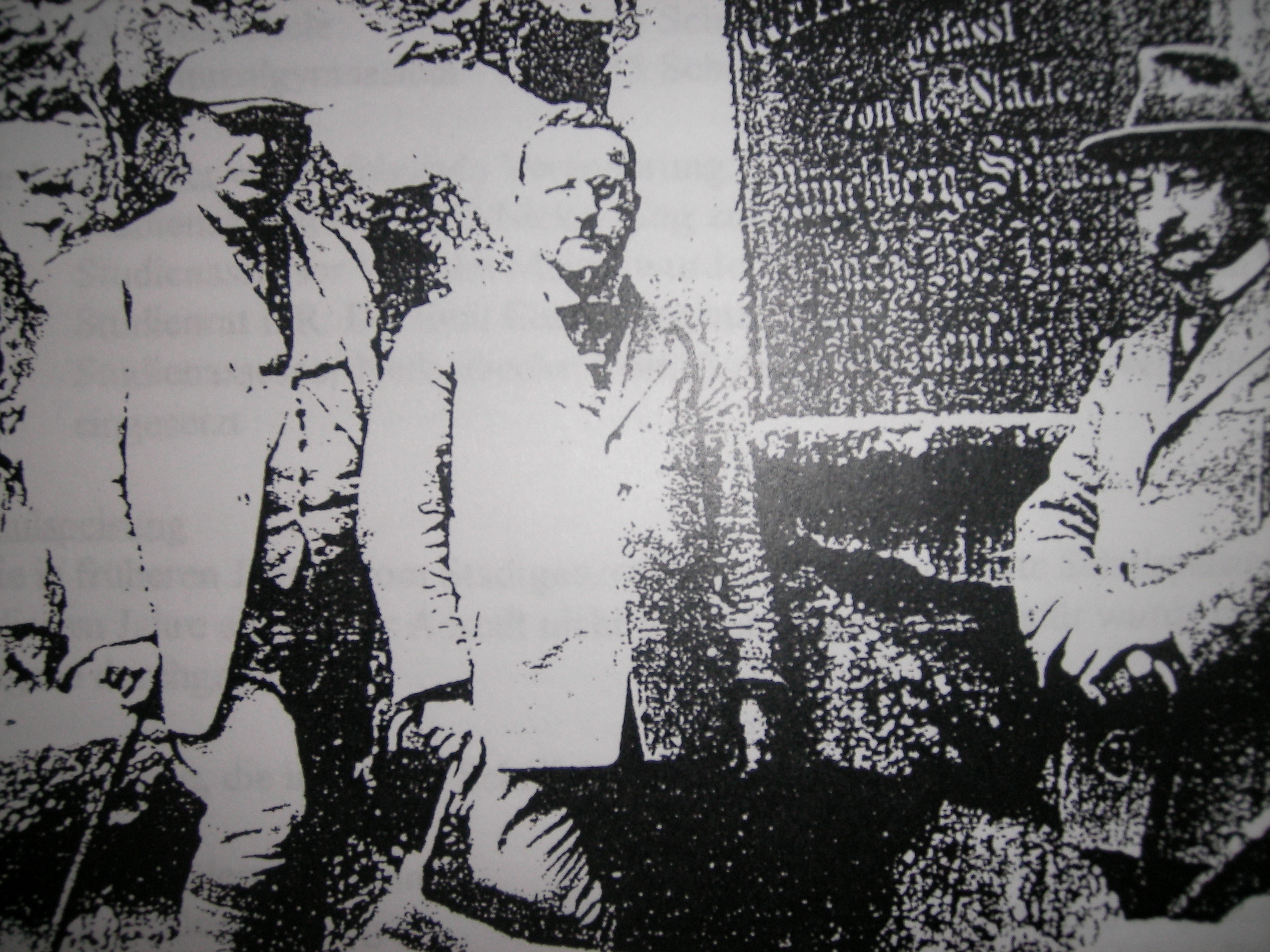
Wanderung zur Saale von Studienrat Albert Oerleke, Studienrat Karl Genzel und Oberturnlehrer Carl Fischer (v. links), aufgenommen im Jahre 1926.

Teil der Reform war außerdem die Aufnahme von Schülerinnen in die Obersekunda, die ihre Abschlussprüfung im Lyzeum bestanden hatten, was später mit Beginn des Schuljahres 1920/21 erstmals erfolgen sollte – allerdings mit nötiger vorheriger Prüfung am Gymnasium. Ende der Sommerferien 1919 erfolgte Hals über Kopf der Einzug in den unfertigen Schulneubau, gedrängt von den Behörden der Stadt, da das Finanzamt schnellstens in das alte Schulgebäude einziehen wollte. Die Turnhalle allerdings wurde im Januar 1920 fertiggestellt, im Januar 1922 schließlich auch die Aula.
Durch die Hochinflation wurde „das Schuljahr 1923 […] ein Jahr der Not, wie noch keines vorher. Ein Jahr der Schulnot und ein Jahr der Lehrernot. Von der Lehrernot braucht hier nicht groß berichtet zu werden, obwohl die Kämpfe des Lehrerkollegiums gegen den kommunistischen Städtekämmerer um die uns zustehende Besoldung, die dauernde Unruhe und Sorge um die wirtschaftliche Existenz wegen der Gefahr des völligen Zusammenbruches der Staatsfinanzen, die Herabsetzung des Gehaltes auf weniger als die Hälfte, die Sorge um den Verlust des Amtes infolge des Beamtenabbaugesetzes, sehr wesentlich dazu gehören, die innere und äußere Geschichte des Schuljahres zu verstehen.“
Nach der Aufstellung des Vereins für das Deutschtum im Auslande, bereits im November 1920, wurden in den Folgejahren mehrere Schülervereine gegründet u. a.: Die Deutsche Jungenschaft, Adler und Falken, Jungdo („Jungdeutscher Orden“), Wehrwolf und Saalia, sowie Sportfeste, Wandertage und musikalische Veranstaltungen eingerichtet. Auf Drängen engagierter Lehrer wurden zudem ein Epidiaskop und ein Radio beschafft, außerdem wurden eine Lichtbildstelle sowie die schon vorhandene Sternwarte ausgerüstet.
Zu Beginn des NS-Regimes wurde am 30. Januar 1934 Studienrat Albert Oerleke, der seit 1919 am Gymnasium tätig war, als überzeugter Sozialdemokrat denunziert und vom Dienst suspendiert. Der Schulausschuss wurde aufgelöst und stattdessen ein Ausschuss für höhere Schulen gegründet. Zu Beginn des Schuljahres 1935/1936 wurde anstelle des traditionellen Elternbeirats die Körperschaft Jugendverwalter der Anstalt gewählt, dem vier Lehrer und ein Vertreter der Hitlerjugend angehörten. Obwohl der Unterricht nach den alten Richtlinien abgehalten wurde, waren bereits neue Lehrpläne in Arbeit; in einigen Fächern wurde der Unterrichtsinhalt vollständig verändert. Die „nationalsozialistische Erziehungsarbeit“ durchsetzte alle Bereiche. Jugendliche und Kinder wurden in Vereinigungen, Versammlungen und ähnlichen Strukturen erfasst, in denen man sie ideologisch schulte, drillte und im Sinne des Dritten Reichs erzog. Das spiegelte sich auch in den nachmittäglichen freien Arbeitsgemeinschaften wider, mit Themen wie Vererbung, Rasse und Erbgesundheitspflege, Römer und Germanen oder Kunst und Rasse.
Im Schuljahr 1937/1938 wurde die Schulzeit bis zum Abitur auf 12 Jahre verkürzt. Die ersten vier Jahrgänge der Volksschule mussten daher Aufgaben übernehmen, die bisher der höheren Schule vorbehalten waren. Die Richtlinien wurden vom Reichserziehungsministerium erlassen. Sie sahen auch eine Ausweitung des Fremdsprachenunterrichts vor. In den Oberschulen für Jungen wurden künftig drei Fremdsprachen gelehrt: Englisch ab Sexta, Latein ab Quarta und eine weitere lebende Fremdsprache ab Obersekunda. Beim naturwissenschaftlichen Zweig der Oberschule fiel allerdings die dritte Fremdsprache weg. Dazu kamen neue Arbeitsgemeinschaften in den Naturwissenschaften und Mathematik sowie in Philosophie und einer lebenden Fremdsprache.

### 1938–1948: Städtische Oberschule für Jungen
Durch die Umbenennung des Gymnasiums in Städtische Oberschule für Jungen verlor es seinen seit 1909 bestehenden Doppelcharakter. Auf die Schulreform hin entfielen die lateinischen Bezeichnungen für die Klassenstufen, die fortan nummeriert wurden. Die höheren Schulen sollten künftig mit der Klasse 8 abschließen, wodurch das 13. Schuljahr entfiel. Ab dem Schuljahr 1937/38 wurden schrittweise für alle Fächer neue Lehrpläne eingeführt, die den Erfordernissen des NS-Reiches entsprachen. Das Schuljahr blieb wie bisher in drei Tertiale gegliedert.

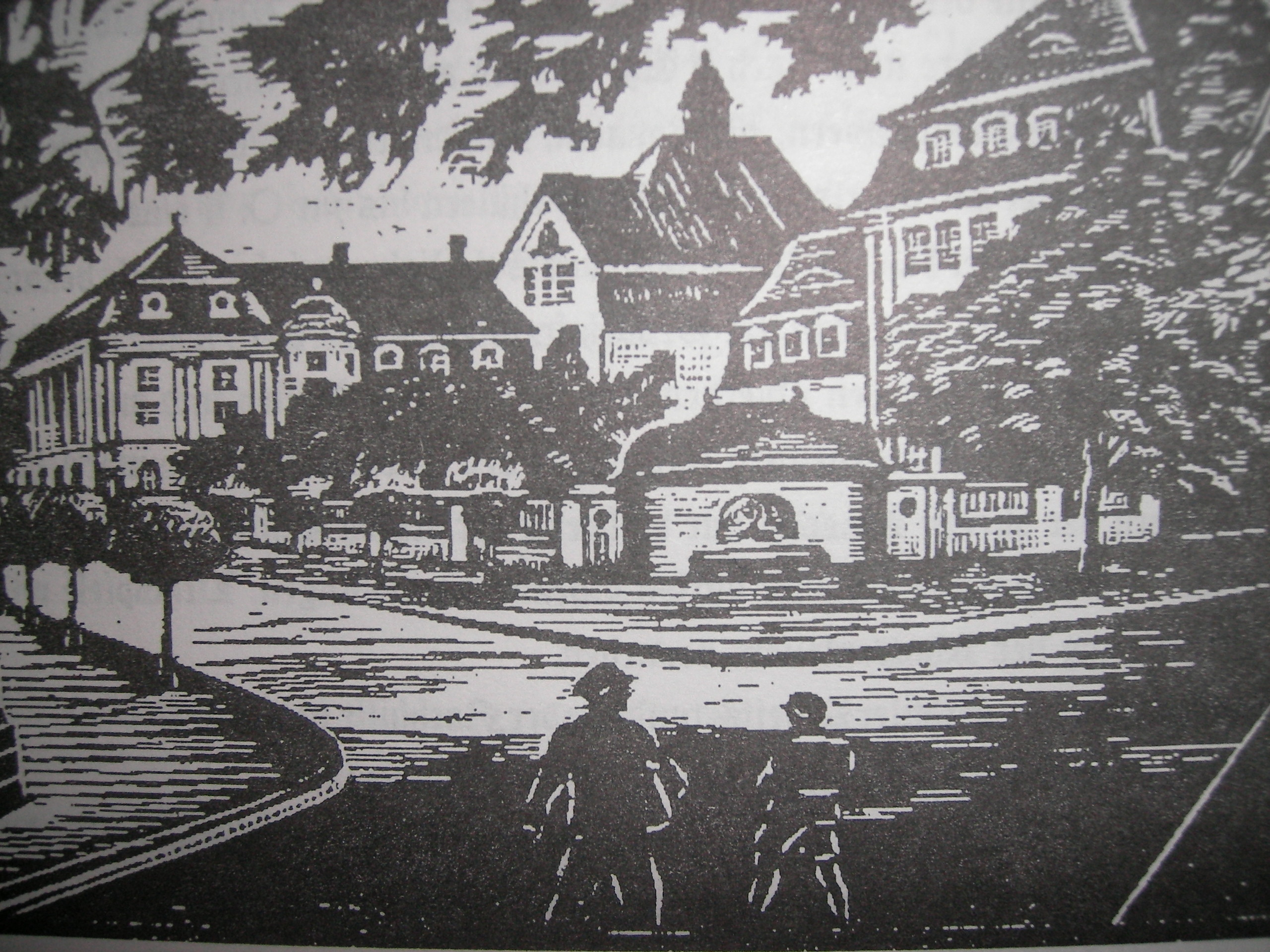
Schulgebäude seit 1919.

Mit dem Ausbruch des Zweiten Weltkrieges wurde der Turn- und Sportunterricht immer stärker der Wehrertüchtigung untergeordnet. Für die Schüler bis zum 14. Lebensjahr wurde das Luftgewehrschießen im Raum 013 und bei älteren Schülern das Schießen mit dem Kleinkalibergewehr und der Pistole auf dem Gelände des Schützenplatzes zur Pflicht. Auch alle anderen Unterrichtsdisziplinen (insbesondere Geschichte, Deutsch und Erdkunde) wurden verstärkt zur ideologischen Ausrichtung genutzt. Es wurden Themenkreise wie Das Deutschtum im Ausland, Die Geschichte der Germanen, Ein Volk in Waffen, Die Bedeutung der deutschen Kolonien (die es seit 1918 nicht mehr gab) und die Rassenfrage geschaffen.
Vom Kriegsjahr 1940/41 an wurden die Schüler ab Klasse 4 (ehemals Untertertia) zu Ernteeinsätzen abgeordnet, und zwar zur Getreide- und Hackfruchternte. Die Arbeitszeit betrug 12 Stunden pro Tag bei einem Lohn von 25 Pfennig. Die Schüler der 7. und 8. Klassen wurden für den Luftschutzdienst eingeteilt, was bedeutete, dass je drei Schüler eine Nacht im Schulgebäude im Raum des Hausmeisters verbrachten, um bei Feueralarm gleich zur Stelle zu sein und erste Maßnahmen einleiten zu können. Ein großes Problem stellte während der Kriegszeit auch der hohe Lehrermangel dar.
Der Winter im Schuljahr 1941/42 war besonders lang, schneereich und sehr kalt. Zur Lebensmittelknappheit kam der Kohlenmangel hinzu. Dadurch erhielten die Schüler bei festgelegten Minusgraden zusätzliche sogenannte „Kohleferien“, in denen sie zweimal pro Woche in die Schule kamen, um Hausaufgaben abzugeben und neue gestellt zu bekommen. Eine Nutzung des Schulgebäudes als Reservelazarett war zwar von der Heeresführung vorgesehen, wurde aber zunächst nicht realisiert. In dieser Zeit begannen auch die Luftangriffe der angloamerikanischen Bombengeschwader. Fiel die Vorwarnung in die Unterrichtszeit, dann wurden die Schüler in Bereitschaft (bereit zum Verlassen des Gebäudes) gehalten. Bei Fliegeralarm begaben sich die Schüler auf schnellstem Wege nach Hause. Auswärtige Schüler und jene, welche einen weiteren Heimweg hatten, begaben sich freiwillig in den Schutzbunker im Stadtpark, dessen Eingang am Standbild des Schusterjungen war. Bei Fliegeralarm in der Zeit von 21:00 Uhr bis 6:00 Uhr begann der Unterricht zwei Stunden später.
Nach mehreren Jahrzehnten des Wartens auf ein Beobachtungsfernrohr für die Sternwarte lieferte die Firma Carl Zeiss aus Jena dieses endlich am 27. Juli 1942 zum Preis von 4269 Reichsmark, auch wenn sich die Lieferung wichtiger Zubehörteile noch verzögerte.
Zu Beginn des Jahres 1945 war planmäßiger Unterricht kaum noch möglich. Es gab sehr häufig kältefrei, weil die Schule über keinerlei Brennmaterialien verfügte. Verkürzter Unterricht wurde sehr oft von Fliegeralarm unterbrochen. Die Kriegslinie verschob sich rasant auf das Weißenfelser Gebiet zu. Ab 29. Januar 1945 nahmen die „Fahrschüler“ infolge der zeitweise ausgesetzten Zugverbindungen nicht mehr am Nachmittagsunterricht teil. Am 9. März wurden die letzten Zeugnisse vergeben, die die Schüler vor Zusammenbruch des Dritten Reiches erhielten. Ab dem 21. März wurde das Schulgebäude von der Garnison Weißenfels als Reservelazarett genutzt; von nun an hatten die Schüler keinen regelmäßigen Unterricht mehr. Sie wurden täglich in die Räume der ehemaligen Taubstummenanstalt in der Langendorfer Straße bestellt, um Hausaufgaben abzuliefern und neue in Empfang zu nehmen. Nach den verkürzten Osterferien wurden die beiden Oberschulen am 4. April geschlossen und der Unterricht ausgesetzt.
Der Zweite Weltkrieg hatte große Lücken in die Lehrer- und Schülerschaft gerissen. Die Zahl der Gefallenen aus der Oberrealschule von Weißenfels ist nicht bekannt. Gewiss ist aber, dass sich unter ihnen sogar 14-Jährige befanden. Die bei der Erkämpfung von Weißenfels durch die amerikanischen Verbände erfolgten Einschüsse in das Schulgebäude sind noch heute sichtbar. Der Krieg war für Weißenfels am 14. Mai 1945 zu Ende. Die Schulen blieben für längere Zeit geschlossen. Nach dem Beschluss der Konferenz von Jalta besetzten die Streitkräfte der Sowjetarmee am 1. Juli 1945 die Stadt.
Eine Schulreform war dringend geboten, um neue Inhalte festzuschreiben und alte Strukturen zu lösen. Die nationalsozialistische wurde durch die sozialistische Ideologie ersetzt; neben der Trennung von Staat und Kirche wurde die russische Sprache als Erste Fremdsprache eingeführt. Die Koedukation wurde eingeführt, das heißt, das Lyzeum der Langendorferstraße wurde nicht wieder geöffnet; der Schulbesuch war von nun an kostenlos; der Weg zum Abitur umfasste nur noch die Klassenstufen 9 bis 12. Zu guter Letzt fielen die unterschiedlichen Bezeichnungen der höheren Lehranstalten weg, der einheitliche Name für die zum Abitur führenden Schulen hieß von nun an Oberschule.
Der Unterricht für alle Schulen der sowjetischen Besatzungszone begann am 1. Oktober 1945. Die Städtische Oberschule für Jungen in Weißenfels begann mit 381 Schülern in 13 Klassen der Stufen 1 bis 7 (heute 5 bis 11). Da das Gebäude am Kloster als Lazarett und als Quarantänestation für ansteckende Krankheiten eingerichtet war, musste die Schule in die Berufsschule Ecke Langendorferstraße – Starkes Privatweg (heute Dr.-Benjamin-Halevi-Straße) und in das Gebäude des HJ-Heimes (die heutige Musikschule) ausweichen. Trotz der zu kleinen Räumlichkeiten und der materiellen Mängel infolge der zerstörten Wirtschaft stieg die Zahl der Schüler im folgenden Schuljahr erheblich an, da sich ehemalige Soldaten und Flakhelfer zum Erreichen des „Notabiturs“ anmeldeten. So saßen in einem Schuljahr in der Abiturstufe Schüler von 17 bis 25 Jahren, unterrichtet von sehr alten (nazistisch unbelasteten) Lehrern sowie Neulehrern.
Ab dem 1. September 1946 gehörten nur noch die Klassen 9 bis 12 zur Oberschule. Neu aufzunehmende Schüler mussten wie bisher eine schriftliche und mündliche Aufnahmeprüfung ablegen. Ende September 1946 gab die Stadt Weißenfels das Gebäude der Schule am Kloster frei. Doch die sowjetische Militäradministration beschlagnahmte das Gebäude für ein Lazarett und für die Besatzungsverwaltung mit Kommandantur. Die energischen Proteste der Schulleitung und der Stadt wurden zurückgewiesen.
Im September 1948 kam es zur inhaltlichen Vereinigung der Oberschule für Jungen und der für Mädchen, die schon räumlich längst verbunden waren. Die Schule hieß fortan Deutsche Einheitsschule Oberschule – Städtische Oberschule für Jungen und Mädchen.

### 1948–1949: Deutsche Einheitsschule

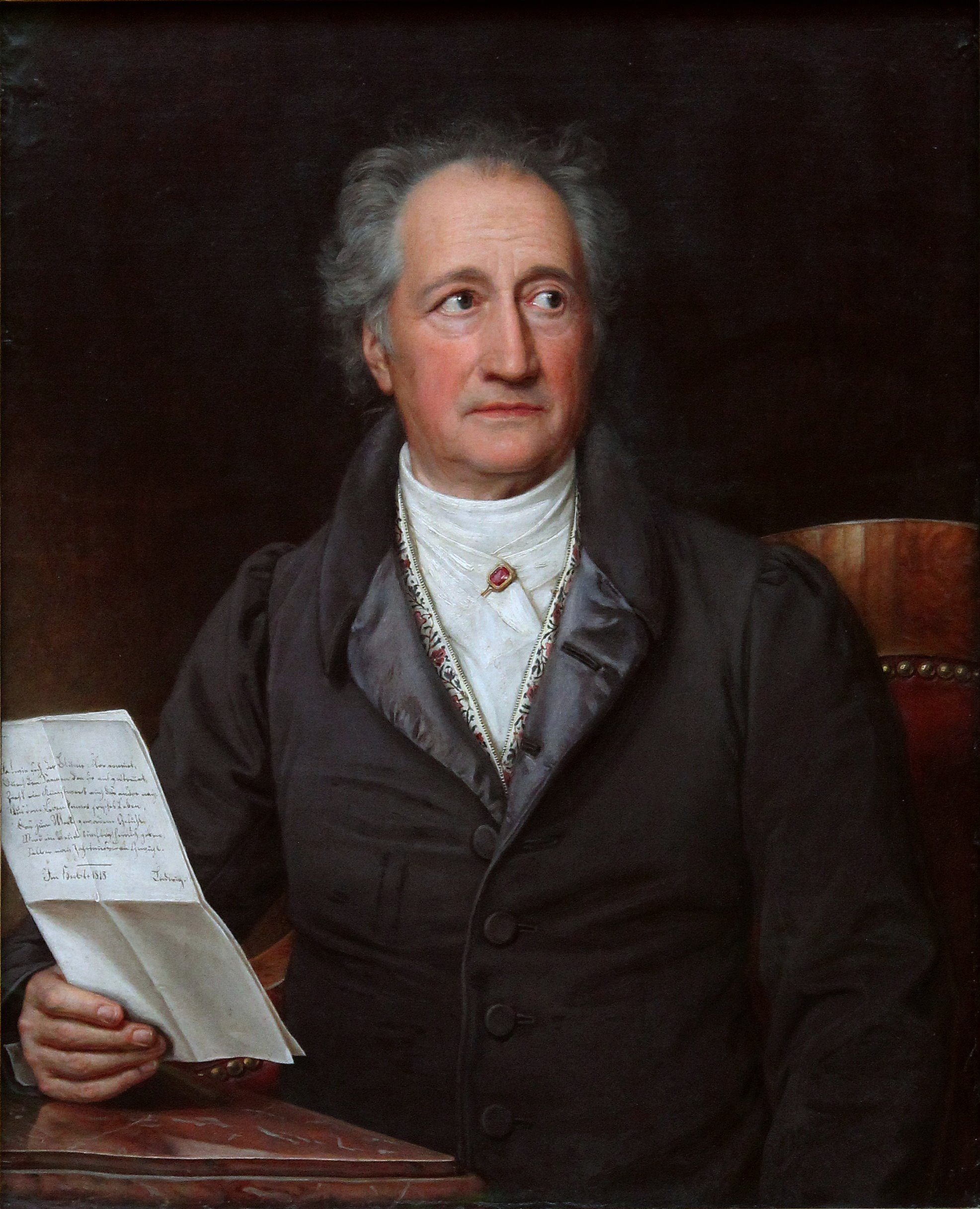
Am 28. August 1949 hätte Goethe seinen 200. Geburtstag begangen.

Nach jahrelanger Fremdbelegung des Gebäudes am Kloster 4 wurde es am 12. Mai 1949 der Stadt zurückgegeben. Nach umfangreichen Säuberungs- und Renovierungsarbeiten zogen Schüler und Lehrer mit allen Unterrichtsutensilien wieder in ihr Schulgebäude ein. Die Landesregierung von Sachsen-Anhalt forderte Schule und Stadt auf, sich für einen Namen für die Schule zu entscheiden. Der Vorschlag des Kollegiums Carl-von-Ossietzky-Schule konnte nicht realisiert werden. Da man sich derzeit im sog. „Goethejahr“ (200. Geburtstag Johann Wolfgang von Goethes) befand, entschied sich die Stadtverordnetenversammlung für den Namen des Dichters Johann Wolfgang von Goethe. Am 28. Juli 1949 wurde in der Aula der Schule der Name Goethe-Oberschule verliehen. Dieser Name wurde 1954 von Prof. E. Haase über dem Portal des Einganges am Kloster 4 eingemeißelt.

### 1949–1990: Goethe-Oberschule
Die Aufteilung des Schuljahres in 3 Trimester blieb noch bis 1952 erhalten, ehe einheitlich das Schuljahr in zwei Halbjahre mit jeweiliger Zeugnisausgabe gegliedert wurde. Im selben Jahr wurde die gesetzliche Stipendienzahlung (statt bisher die Unterhaltsbeihilfe) eingeführt. Auch eine neue „Haus- und Schulordnung“ trat in Kraft, die die Erziehungsfragen straffer als die alte beantwortete.
Ab 1953 erfolgte eine enge Zusammenarbeit mit der Karl-Marx-Oberschule Bernburg, mit kulturellen und sportlichen Wettkämpfen beider Partner. Überhaupt zeichneten sich diese Jahre durch hohe Aktivitäten in Sport und Kultur aus. So konnten Leichtathleten, Ruderer und vor allem Basketballspieler auf Bezirksebene und letztere sogar im DDR-Maßstab beachtliche Erfolge aufweisen. Zudem wurde die Schule der kulturelle Mittelpunkt der Stadt genannt, wozu die Auftritte ihrer Gesangs- und Instrumentalsolisten und Rezitatoren sowie von Chor und Instrumentalgruppe in den Stadthallen bzw. im Stadttheater beitrugen. So wurden die Feiern zu den Jubiläen von Schubert, Schiller, Bach und Mozart öffentlichkeitswirksame Ereignisse. Die Theatergruppe führte Der Diener zweier Herren und andere Stücke auf. Zudem sei der Aufbau und Einsatz eines schuleigenen Fanfarenzuges erwähnt.
Besonders vorangetrieben wurde die sozialistische Erziehung der Lehrer und Schüler. Die Schüler mussten den politischen Organisationen FDJ, DSF und GST beitreten und Treuebekenntnisse zum Staat ablegen. In monatlichen FDJ-Versammlungen, im sog. „Studienjahr der FDJ“, das im Ablegen des „Abzeichens für gutes Wissen“ gipfelte, in entsprechenden Feierstunden und Appellen lag der Versuch, Überzeugungen zu prägen. Die neubarocke, eindrucksvolle Aula erhielt den Namen Walter-Ulbricht-Saal. In ihm wurden 1955 die ersten Jugendweihen durchgeführt. Der gesamte Prozess an der Schule unterlag einer vielfältigen und detaillierten Planung. Die Leitung musste den Schuljahresarbeitsplan erstellen sowie für sich selbst ihre persönlichen Pläne, der Klassenleiter den Plan für seine Klasse, jeder Fachlehrer den Plan für sein Fach. Es kam zu größeren Fluktuationen von Lehrern, größtenteils gingen diese noch vor dem Mauerbau nach Westdeutschland.
Das Jahr 1958 bescherte das „Gesetz über die sozialistische Entwicklung des Schulwesens in der DDR“. Da von nun an jede Schule ab Klasse 1 den Namen Oberschule erhielt, wurde ein neuer Name geprägt: Goethe-Oberschule – Erweiterte Oberschule. Gleichzeitig wurde der „Unterrichtstag in der sozialistischen Produktion und Landwirtschaft“ für alle Schüler ab Klasse 7 eingeführt. Die Schüler erhielten an diesem Tage ihre Ausbildung in den volkseigenen Betrieben bzw. den landwirtschaftlichen Produktionsgenossenschaften der DDR.
Auf der Suche nach einem geeigneten Feriendomizil für die Goethe-Oberschule entdeckten die Initiatoren im Schuljahr 1959/60 an der Ostsee am Salzhaff den Platz bei Pepelow, der dauerhaft im Sommer zum Erholungsort für die Schüler wurde. Viel Geld investierten Stadt und Land in den Ausbau eines Zeltlagers und für die ständige Verbesserung sowie etliche Bericht- und Bildbände von der wachsenden Beliebtheit des Zeltlagers Pepelow.
| Schulleiter                    | Amtszeit  |
| ------------------------------ | --------- |
| Johann Schieferdecker          | 1664–1673 |
| Johann Leitenius               | 1673–1707 |
| Christian Weidling             | 1707–1718 |
| Johann Gottfried Hartung       | 1718–1721 |
| Christian Reineccius           | 1721–1752 |
| Heinrich Friedrich Hause       | 1861–1867 |
| Albert Reinicke                | 1867–1871 |
| Otto Klose (vertretungsweise)  | 1871      |
| Robert Rosalsky                | 1871–1905 |
| Otto Klose (vertretungsweise)  | 1905      |
| Max Löwisch                    | 1905–1934 |
| Johannes Lehder                | 1938–1945 |
| Georg Sänger (in Vertretung)   | 1945–1946 |
| Julius Voigt                   | 1946–1948 |
| Georg Sänger                   | 1948–1949 |
| Kurt Hauck                     | 1950–1951 |
| Abert Fuhr                     | 1951–1958 |
| Heini Leitmann (kommissarisch) | 1959–1961 |
| Helmut Spengler                | 1961      |
| Walter Kastl                   | 1961–1966 |
| Gerhard Thron                  | 1966–1981 |
| Uwe Camnitius                  | 1981–1986 |
| Regina Camnitius               | 1986–1990 |
| Hans-Dirk Weniger              | 1990–2007 |
| Rüdiger Kastl (kommissarisch)  | 2007–2009 |
| Jürgen Mannke                  | 2009–2021 |
| Frank Oßwald                   | seit 2021 |

Im Herbst 1961 erfolgte ein Schülerprotest gegen den Berliner Mauerbau; zahlreiche Lehrer wurden daraufhin an andere Schulen strafversetzt.
Ab 1964 lief – allerdings nur für wenige Jahre – der Versuch, die polytechnische Ausbildung an der Erweiterten Oberschule durch die Einführung der Kombination von Abitur und Beruf noch stärker zu betonen. Die Schüler erwarben also mit dem Abitur auch ein Facharbeiterzeugnis zur Ausführung eines Berufes. Der Versuch dieser sog. „Berufsausbildung mit Abitur“ erwies sich nicht als tragfähig und lief 1970 aus.
Lange angemahnte, umfangreiche Renovierungsarbeiten in den Jahren 1972 bis 1977 verbesserten die Lebensbedingungen der Schüler und Lehrer. Die Toiletten kamen ins Haus, die Aula erhielt wieder ein würdiges Aussehen und ein Konditionierungsraum wurde eingerichtet. Leider reichten die Mittel nicht zur Rekonstruktion der Beobachtungskuppel, die baupolizeilich gesperrt wurde.
Aufgrund der Weiterentwicklung des sozialistischen Bildungssystems fiel dem Schuljahr 1982/83 eine besondere Bedeutung zu. Die Erweiterte Oberschule umfasste nur noch die Klassenstufen 11 und 12. Das hieß: weniger Schüler und weniger Lehrer. Zur Goethe-Oberschule kamen die Schüler der Erweiterten Oberschule Lützen, da diese aufgelöst wurde. Dadurch verfügte die Goethe-Oberschule über fünf 11. und fünf 12. Klassen. Auch das Gebäude war nun zu groß. So beherbergte das Schulhaus neben der Goethe-Oberschule die Volkshochschule, den Sitz der Lehrergewerkschaft und das Pädagogische Kreiskabinett.
Inhaltlich erfolgte allmählich eine weitere Straffung der sozialistischen Erziehung der Jugendlichen. So wurde jedem Schüler im Rahmen seines Klassenkollektivs eine bestimmte Funktion zugewiesen, die abrechenbar war. Nebst der Vorbereitung auf das Abitur war jeder Schüler fest eingebunden in die Aufgaben der FDJ, der GST, bei Appellen, Veranstaltungen, Diskussionsbeiträgen, der Feriengestaltung und vielem mehr. Es gab nur wenige Freiräume. Ab Mitte der 1980er-Jahre fuhren die 12. Klassen verstärkt bei ihren Abschlussfahrten in die Sowjetunion, was auch während der Unterrichtszeit ermöglicht wurde.
Bemerkenswert ist für den hier dargelegten Zeitraum von fast 45 Jahren sozialistischen Schulgeschehens die Zahl von 11 verschiedenen Schulleitern, von denen lediglich der Studienrat G. Thron mit 15 Jahren Leitungstätigkeit für eine gewisse Kontinuität sorgen konnte.
Als am 9. November 1989 die DDR-Bevölkerung die Öffnung der Berliner Mauer erzwang und der sozialistische Staat seine Existenz verlor, änderten sich selbstverständlich auch die Bedingungen der Bildungsinhalte. So fielen im Dezember 1989 das Fach „Staatsbürgerkunde“ und der Samstag als Unterrichtstag weg. Die Goethe-Oberschule – Erweiterte Oberschule ging inhaltlich in ihr letztes Jahr und entließ im Juli 1990 die letzten Abiturienten.

### Seit 1991: Goethegymnasium

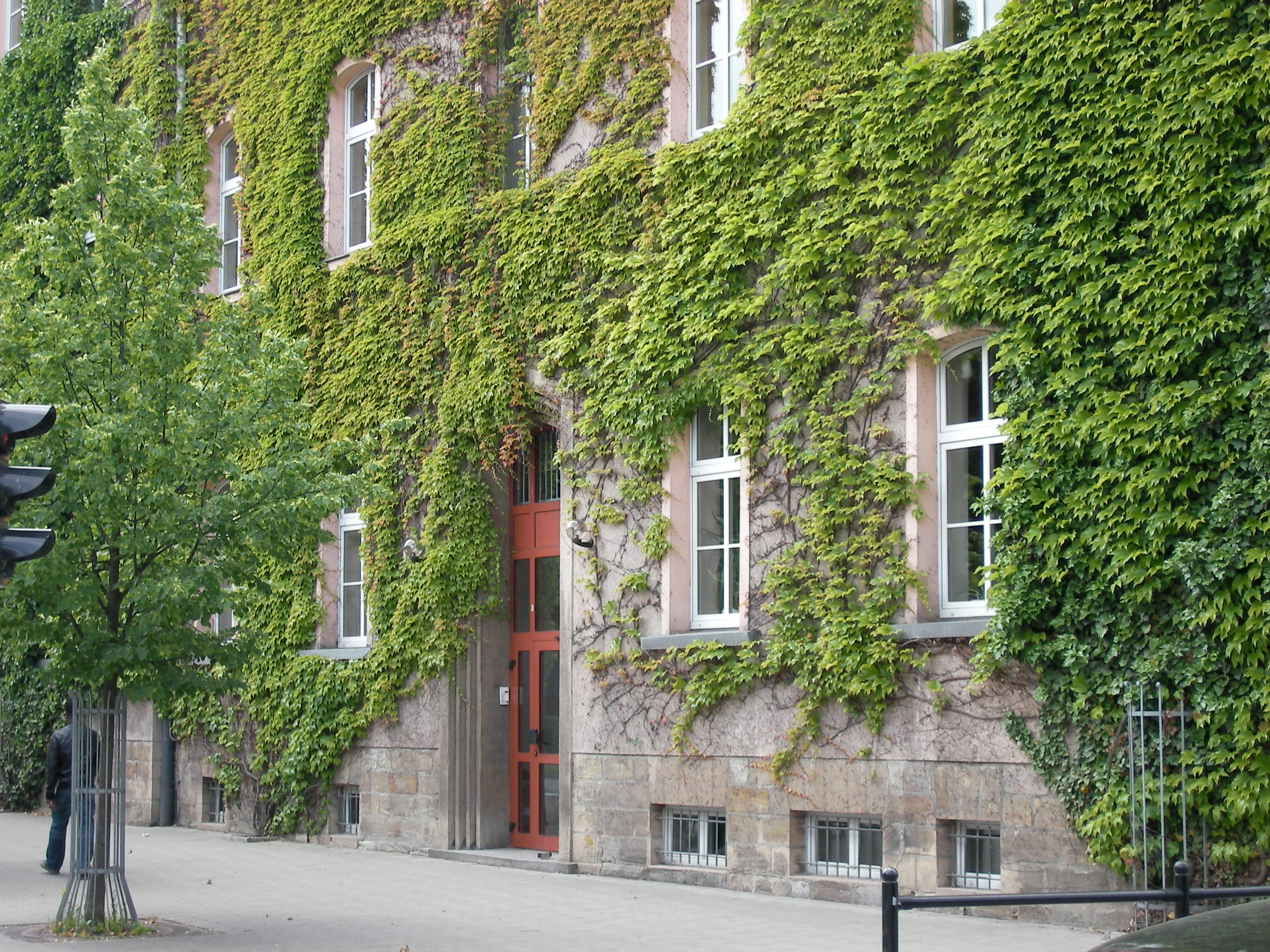
Haus 2 des Goethegymnasiums; aufgrund seiner charakteristischen Farbe, die aber nun von Pflanzen überdeckt wird, von manchen Schülern „Schweinchenhaus“ genannt.

Im Jahre 1991 wurde die so genannte Goethe-Oberschule in das Goethe-Gymnasium (Schreibweise seit 2009: Goethegymnasium) umgewandelt.
Das Goethegymnasium verfügt über einen Komplex von zwei Gebäuden. Seit dem Schuljahr 2001/2002 war es aufgrund seiner wachsenden Schülerzahl in drei Häuser gegliedert, das Hauptgebäude blieb nach wie vor der Nachbarbau des einstigen St.-Claren-Klosters. 2007 wurde Haus 3 jedoch geschlossen, sodass die bisher dort unterrichteten 5. bis 7. Klassen sich seither im so genannten Haus 2 einfinden.
Im Jahr 2009 wurde das Goethegymnasium in die Liste der zwölf Primegymnasien der Martin-Luther-Universität Halle-Wittenberg aufgenommen. In Weißenfels selbst zählt es, auch mit angegliederter Kollegstufe und Abendgymnasium des Zweiten Bildungsweges, zu einigen der wichtigsten Standortfaktoren und Teilen der städtischen und regionalen Infrastruktur. Die Schule wird zurzeit von 686 Schülern besucht, die in 30 Klassen unterteilt und von insgesamt 55 Lehrern unterrichtet werden (Stand: August 2023).
Seit dem Jahr 2021 wird der Posten des Schulleiters vom Mathematik-, Physik- und Astronomielehrer Frank Oßwald besetzt.

## Projekte

### Bühnenprojekte

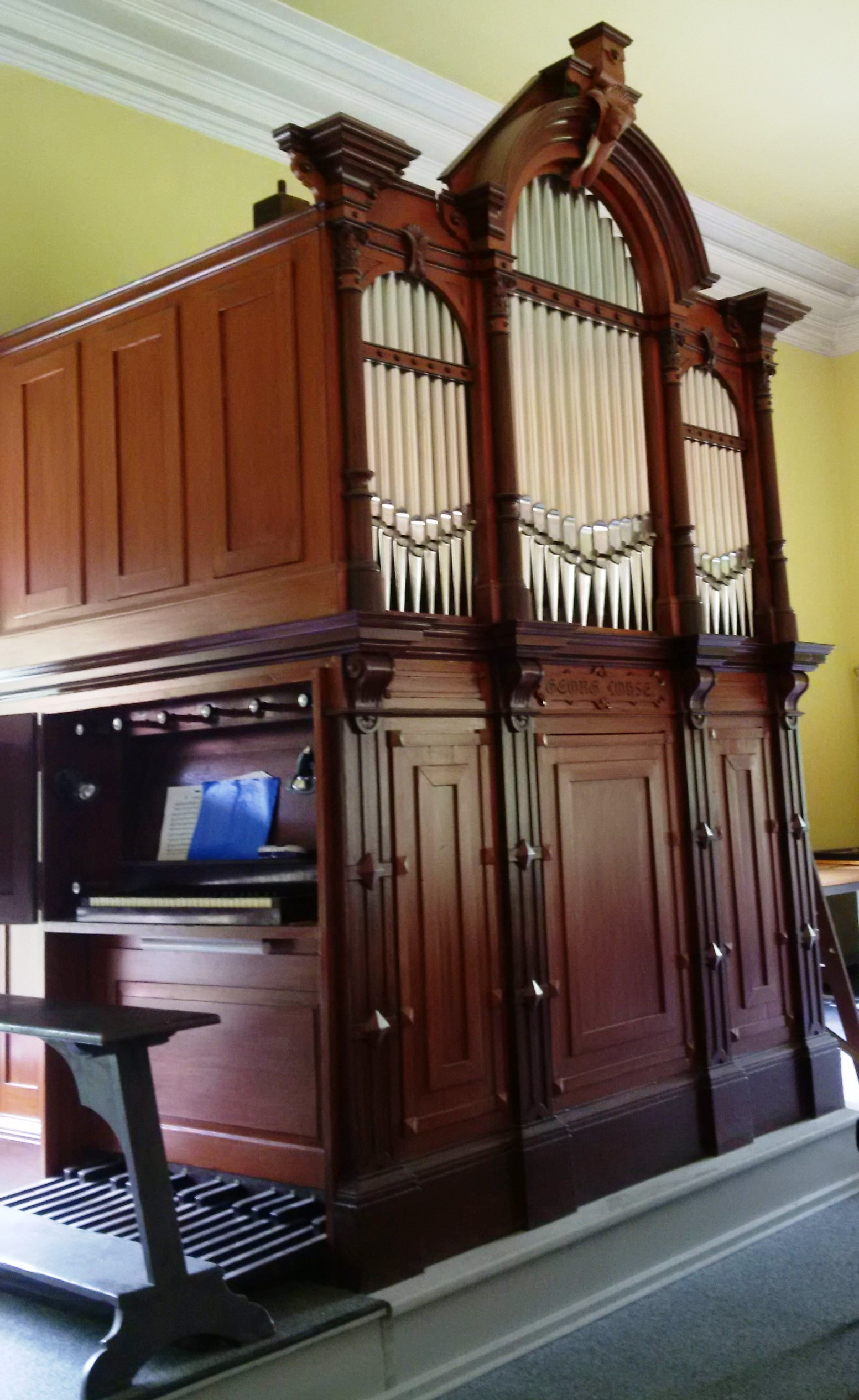
Ladegast-Orgel in der Aula

Mit der Zeit entwickelte sich die Schule gewissermaßen zu einer „kulturellen Institution“: Seit 1992 führt eine Reihe von Schülerinnen und Schülern in unregelmäßigen Abständen Musicals auf, die unter Leitung von Lehrern inszeniert werden. Folgende Produktionen wurden von den Schülern des Goethegymnasiums bereits aufgeführt:
- 1992: Tabaluga und die Reise zur Vernunft (basierend auf dem gleichnamigen Konzeptalbum von Peter Maffay)
- 1995: Hans und Grete (Rockmusical von Manfred Sievritts)
- 1997: Tabaluga und Lilli (Rockmusical nach Peter Maffay und Gregor Rottschalk)
- 1999: Sindbads letztes Abenteuer (Comedy-Musical von Felix Janosa)
- 2001: Joseph und seine Brüder (von Andrew Lloyd Webber; Text: Tim Rice; Dt. Übersetzung: Heinz Rudolf Kunze)
- 2004/2005: Das Dschungelbuch (von Christian Berg und Konstantin Wecker)
- 2006/2007: Der kleine Horrorladen (von Alan Menken, Howard Ashman, Roger Corman und Charles Griffith)
- 2009: Linie 1 (von Volker Ludwig)
- 2011: Peter Pan (von Christian Berg und Konstantin Wecker)
- 2013: Dracula (von Claus Martin)
- 2015: Grease (von Warren Casey und Jim Jacobs)
- 2017: Elixier (von Tobias Künzel und Wolfgang Lenk; Texte: Kati Naumann)
- 2019: Robin Hood – Für Liebe und Gerechtigkeit (von Martin Doepke; Texte: Elke Schlimbach und Grant Stevens)
- 2023: Becky Sharp (Romanvorlage von William Makepeace Thackeray; Filmdrehbuch von Francis Edward Faragho)

Darüber hinaus etabliert sich das Gymnasium durch eigene Konzerte (unter anderem Benefizkonzerte), die entweder in der schuleigenen Aula oder zusammen mit anderen Schulen im Weißenfelser Kulturhaus gegeben werden. Zusätzlich werden musikalisch begabte Schüler unter anderem durch die Projekte Rhythm Is Life und das Doppelquartett unter Anleitung der Musiklehrer gefördert.
Schon vor dem Bestehen des heutigen Goethegymnasiums engagierten sich die Schüler in kulturellen Veranstaltungen, etwa zum festlichen Gedenken an Novalis, Friedrich Schiller, Ludwig van Beethoven, Pestalozzi, Johann Wolfgang von Goethe, Richard Wagner oder Johannes Brahms.
Anlässlich des 20-jährigen Jubiläums des Berliner Mauerfalls führten die Abiturienten des Jahrgangs 2010 im November 2009 sowie im Januar 2010 die eigens organisierte Bühnenshow Ein Kessel Osten – Erinnerungen an die DDR auf. Diese Abiturstufe verabschiedete sich mit einem selbst verfassten Theaterstück namens Der Besuch der alten Freunde als Geschenk an die Schule. Die Einnahmen sind der weiteren Renovierung zugutegekommen.

### Comenius
Das Goethegymnasium beteiligt sich des Weiteren am sogenannten Comenius-Projekt, einem internationalen Schulprojekt der Europäischen Union zur Förderung des europäischen Einheitsgedanken und des multilingualen Lernens. Derzeit befindet sich das Goethegymnasium dabei in der Position der „koordinierenden Schule“. Comenius umfasst in diesem Sinne vor allem Schüleraustausch-Programme. Daneben werden Studienfahrten zu den Partnerschulen des Goethegymnasiums im Ausland angeboten: nach Roubaix (Frankreich), Uherské Hradiště (Tschechien), Las Palmas (Gran Canaria), Komárno (Slowakei), Växjö (Schweden) und Sylvania im US-Bundesstaat Georgia. Obwohl die englische Partnerschule in Bradford aus dem Projekt ausschied, behielt man England als Studienfahrtgelegenheit bei.

### Förderung

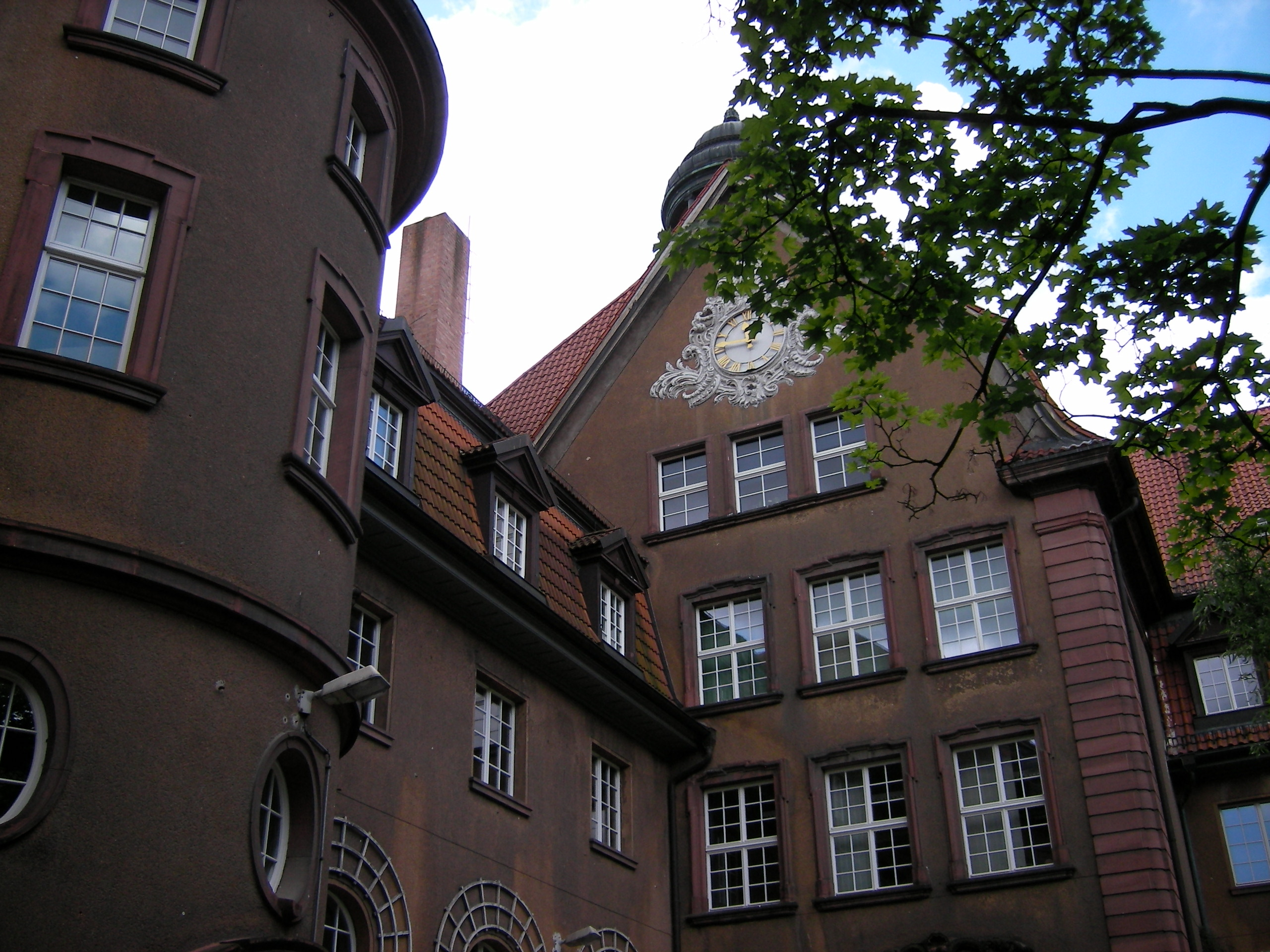

Unterstützung findet die Schule in erster Linie durch den Verein Freunde des Goethegymnasiums e. V. was auch der Attraktivitätssteigerung des Schullebens zugutekommen soll.
Erstmals wurde im September 1990 durch ein Inserat der Mitteldeutschen Zeitung aufmerksam gemacht, dass die Schule beabsichtige, einen sog. „Verein der Ehemaligen“ zu gründen. Interessenten sollten sich dabei an die Schulleitung wenden. Bald darauf trafen sich am 26. November desselben Jahres erstmals 17 Interessenten, um ihre Ideen und Vorstellungen auszutauschen und zu Papier zu bringen. Im Dezember wurde schließlich der erste Vorstand bestellt und die Satzung beschlossen. Ziel sollte es sein, die Schule dort zu unterstützen, wo andere Möglichkeiten fehlen, und besondere Leistungen von Schülern zu fördern.
Am 19. Februar 1991 wurde der Verein in das Vereinsregister als „Gemeinnütziger Verein der Ehemaligen und Freunde der Oberrealschule und der Goethe-Oberschule“ eingetragen; am 16. Mai 1992 wurde schließlich der Vorstand gewählt. Anlässlich der Festveranstaltung 130 Jahre gymnasiale Ausbildung in Weißenfels gestalteten diverse Vereinsmitglieder erstmals ein derartiges Projekt mit. Bereits zu dieser Zeit zählten sich 70 Mitglieder zu dem Verein, der im September 1992 eine Gruppe aus 13 Ehemaligen, deren Abitur 60 Jahre zurücklag, zusammen mit der Schulleitung empfing.
Ziele dieses Fördervereins sind bis heute unter anderem die Unterstützung des Lehr- und Lernbetriebes der Schule durch Bereitstellung von sächlichen Mitteln, die der Schulträger nicht finanzieren kann, sowie vielfältiger außerunterrichtlicher Aktivitäten der Schule. Darüber hinaus sollen besonders leistungsstarke Schüler gefördert werden. Ebenso wird auf den Zusammenhalt ehemaliger Schüler untereinander und ihren Kontakt zur alten Schule Wert gelegt.
Im Rahmen des ersten großen Schulfestes am 19. Juni 1993 wurde durch die Jahresmitgliederversammlung zum ersten Mal ein Förderpreis des Vereins an herausragende Schüler verliehen. Eine weitere Mitgliederversammlung fand am 24. September 1994 anlässlich des Konzertes Schüler musizieren statt, in der beschlossen wurde, das traditionsreiche Ferienlager Pepelow in die Trägerschaft des Vereins zu übernehmen, um den Fortbestand zu sichern.
Durch weitere kulturelle Veranstaltungen (Aufführung des Musicals Hans und Grete 1995, Benefizkonzerte Stunde der Musik 1996–2000, Schulball, Musical Tabaluga und Lilli usw.) wurden weitere Mittel gesammelt, die unter anderem der Verbesserung von Ausstattung und Schulklima zugutekamen. Am 13. Juni 1998 wurde erstmals empfohlen, für die Schule eine Homepage im Internet einzurichten; ein Teil der Kosten wurde vom Verein übernommen. Die Homepage wurde bis heute unter Mitwirkung engagierter Lehrer und Schüler erweitert, ausgebaut und erneuert.
Anlässlich der Vergabe der Halbjahreszeugnisse im Februar 2010 wurde erstmals der Sirius-Preis für „helle Köpfe“ von der Schulleitung verliehen, was seitdem nach jeder klassenseparaten Zeugnisausgabe in der Aula stattfindet. Er würdigt herausragende Schülerleistungen auf den unterschiedlichsten, teilweise auch außerunterrichtlichen Terrains.

## Schriften
- Schulprogramme des Progymnasiums und der Höheren Bürgerschule zu Weissenfels. Weissenfels, 1873–1874 Digitalisat
- Schulprogramme des (in der Umwandlung in eine Oberrealschule begriffenen) Progymnasiums zu Weissenfels. Weissenfels, 1884–1899 Digitalisat
- Richard Neumann: Verzeichnis der Schüler-Bibliothek der Oberrealschule zu Weissenfels, 1900 Digitalisat
- Programm der Oberrealschule zu Weissenfels, 1900–1908 Digitalisat
- Schulprogramme der Oberrealschule zu Weißenfels mit Reformrealgymnasium i.E. Weißenfels, 1909–1914 Digitalisat
- Rückblick auf die Geschichte der Oberrealschule zu Weißenfels mit Reformrealgymnasium i.E. 1861 – 11. Juli – 1911. Von Professor O. Klose. Weißenfels a.S., 1911. In: Oberrealschule zu Weißenfels mit Reformrealgymnasium i.E.: Beilage zum Programm XXXX; Bericht über das Schuljahr 1910. Digitalisat